# Lista de filmes com temática LGBT de 2016
Esta é uma lista de filmes que contém personagens e/ou temática lésbica, gay, bissexual, ou transgênera lançados em 2016.
| Título                                                                      | Diretor                                                              | País                                                    | Gênero                             | Elenco | Anotações |
| --------------------------------------------------------------------------- | -------------------------------------------------------------------- | ------------------------------------------------------- | ---------------------------------- | --- | --- |
| #BKKY                                                                       | Nontawat Numbenchapol                                                | Tailândia                                               | Drama, Documentário                | Ploiyukhon Rojanakatanyoo, Anongnart Yusananda, Jeff Watson Kiatmontri                                                 | Constrói uma narrativa a partir de entrevistas com adolescentes de vários gêneros |
| #direnayol                                                                  | Rüzgâr Buski                                                         | Turquia                                                 | Documentário                       | Sevval Kilic, Elif Keskinkilic, Yesim Basaran, Ali Arikan, Eylem Cagdas, Ceylan Begum Yildiz                           | Sobre a luta do movimento trans durante os protestos de 2013 |
| 1:54                                                                        | Yan England                                                          | Canadá                                                  | Drama                              | Antoine Olivier Pilon, Lou-Pascal Tremblay, Sophie Nélisse, David Boutin, Patrice Godin, Robert Naylor                 | Um adolescente com talento para os esportes é forçado a ir à extremos |
| 2 Cool 2 Be 4gotten                                                         | Petersen Vargas                                                      | Filipinas                                               | Drama                              | Khalil Ramos, Ethan Salvador, Jameson Blake, Ana Capri                                                                 | A vida de um estudante inteligente mas solitário muda com a chegada de dois irmãos com ambições sombrias                                                                                                  |
| Les 3 p'tits cochons 2                                                      | Jean-François Pouliot                                                | Canadá                                                  | Comédia, Romance                   | Paul Doucet, Guillaume Lemay-Thivierge, Patrice Robitaille, Isabel Richer, Sophie Prégent, Maxime Lepage               | Continuação do filme de 2007 |
| 4 Days                                                                      | Adolfo Alix Jr.                                                      | Filipinas                                               | Drama                              | Sebastian Castro, Mikoy Morales, Stephanie Sol, Rosanna Roces, Hazel Faith Dela Cruz, Arvic James Tan                  | Dois amigos da faculdade lentamente percebem que eles tem um laço mais forte do que imaginam |
| 42 Seconds of Happiness                                                     | Christina Kallas                                                     | EUA                                                     | Comédia, Drama                     | Becca Ayers, Vandit Bhatt, John J. Concado, Robert Z. Grant, Margaret Kelly, Laura Pruden                              | Um grupo de amigos na casa dos 30 se reúnem para celebrar um casamento gay |
| Abrázame como antes                                                         | Jurgen Ureña                                                         | Costa Rica                                              | Drama, Romance                     | Jimena Franco, Natalia Porras, Camilo Regueira                                                                         | trad. Abraça-me Como Antes Duas amigas prostitutas trans testemunham o atropelamento de um jovem e decidem ajudá-lo                                                                                       |
| Ajeeb Aashiq                                                                | Natasha Mendonca                                                     | Índia                                                   | Drama                              | Suman Sridhar, Jim Sarbh, Prem Mishra                                                                                  | Um motorista trans se apaixona por uma cantora feminista |
| Die Akte Tschaikowsky – Bekenntnisse eines Komponisten                      | Ralf Pleger                                                          | Alemanha                                                | Documentário                       | Vladimir Malakhov, Cameron Carpenter, Philip Ross Bullock, Kadja Grönke, David Garcia                                  | Examina os relacionamentos e a sexualidade do compositor russo Piotr Ilitch Tchaikovsky |
| Al borde                                                                    | Ana Katz                                                             | Argentina                                               | Drama                              | Daniel Hendler, Fernando Dente, Boy Olmi, Soledad Silveyra, Muriel Santa Ana, Diego Reinhold                           | [ 11 ] |
| All This Panic                                                              | Jenny Gage                                                           | EUA                                                     | Documentário                       | Dusty Rose Ryan, Lena M. Ginger, Leigh Ryan, Olivia Cucinotta, Sage Adams, Nichole R. Thompson-Adams                   | Segue um grupo de garotas adolescentes do Brooklyn |
| Almost Adults                                                               | Sarah Rotella                                                        | Canadá                                                  | Drama                              | Natasha Negovanlis, Elise Bauman, Justin Gerhard, Winny Clarke                                                         | Segue a amizade entre uma jovem lésbica e uma hétero |
| Almost There                                                                | Jacqueline Zünd                                                      | Suíça                                                   | Documentário                       | Robert Pearson, Steve Phillips, Genji Yamada                                                                           | trad. Quase Lá Sobre três homens que embarcam em uma jornada em busca de significado e felicidade durante o outono de suas vidas                                                                          |
| Amores Santos                                                               | Dener Giovanini                                                      | Brasil                                                  | Documentário                       | Darico Macedo | Revela os bastidores da vida de líderes religiosos e apresenta dados impressionantes sobre o número de gays em diversas religiões                                                                         |
| Amores Urbanos                                                              | Vera Egito                                                           | Brasil                                                  | Drama, Comédia                     | Thiago Pethit, Maria Laura Nogueira, Renata Gaspar, Ana Cañas, Lucas Veríssimo                                         | |
| Amour éternel                                                               | Benjamin Ribeaucourt                                                 | França                                                  | Romance, Drama                     | Rémi Brico, Benjamin Ribeaucourt, Guillaume Hecquet                                                                    | O relacionamento de longa data entre dois homens |
| Anchiporuno (アンチポルノ)                                                  | Sion Sono                                                            | Japão                                                   | Drama, Erótico                     | Ami Tomite, Mariko Tsutsui, Yûya Takayama, Fujiko Asami, Ayaka Sasaki                                                  | O atrito entre uma atriz experiente e uma novata complica as filmagens de um filme softcore |
| Andy Warhol To Se Vrati                                                     | Malga Kubiak                                                         | Suécia                                                  | Drama                              | Malga Kubiak, Alexi Carpentieri, Thomas Goersch, Daria Infanti, Börje Lundberg, Miro Kaminski                          | Sobre o sexo, a vida, a morte, e a obra de Andy Warhol |
| Ang babaeng humayo                                                          | Lav Diaz                                                             | Filipinas                                               | Drama                              | Charo Santos-Concio, John Lloyd Cruz, Nonie Buencamino                                                                 | |
| Ann                                                                         | Carla Forte                                                          | EUA                                                     | Drama                              | Carlos Antonio Leon, Jose Manuel Dominguez, The Dog Hero                                                               | Um pobre artista visual abandona sua vida atormentada ao se refugiar em sua imaginação |
| Antes o Tempo não Acabava                                                   | Fábio Baldo, Sergio Andrade                                          | Brasil, Alemanha                                        | Drama                              | Anderson Tikuna, Severiano Kedassere, Fidelis Baniwa, Kay Sara, Begê Muniz, Rita Carelli                               | Um jovem indígena questiona as tradições de seu povo e sua sexualidade |
| Apricot Groves                                                              | Pouria Heidary Oureh                                                 | Armênia                                                 | Drama                              | Hovhannes Azoyan, Narbe Vartan, Azadeh Esmaeilkhani, Pedram Ansari, Samvel Sarkisyan, Tamara Grigoryan                 | Um homem trans se prepara para conhecer os pais conservadores de sua namorada com a ajuda do irmão |
| As You Are                                                                  | Miles Joris-Peyrafitte                                               | EUA                                                     | Drama                              | Owen Campbell, Charlie Heaton, Amandla Stenberg, John Scurti, Scott Cohen, Mary Stuart Masterson                       | |
| El auge del humano                                                          | Eduardo Williams                                                     | Argentina, Brasil, Portugal                             | Drama                              | Chai Fonacier, Sergio Morosini, Shine Marx                                                                             | trad. O Auge do Humano Um jovem que perdeu o emprego conhece um rapaz moçambicano online que planeja seguir outro que desapareceu na floresta                                                             |
| Author: The JT LeRoy Story                                                  | Jeff Feuerzeig                                                       | EUA                                                     | Documentário                       | Laura Albert, Bruce Benderson, Panio Gianopoulos, Winona Ryder, Ira Silverberg, Savannah Knoop                         | trad. JT Leroy - A história de um autor Sobre a identidade da sensação da literatura JT LeRoy |
| Ava’s Impossible Things                                                     | Marina Rice Bader                                                    | EUA                                                     | Romance, Drama                     | Chloe Farnworth, Susan Duerden, Abi Titmuss, Lauryn Nicole Hamilton, Marc Hawes, Jesselynn Desmond                     | Uma jovem foge para um mundo dos sonhos para evitar confrontar a mortalidade da mãe |
| AWOL                                                                        | Deb Shoval                                                           | EUA                                                     | Romance, Drama                     | Lola Kirke, Breeda Wool, Dale Soules, Ted Welch, Britne Oldford, Libby George                                          | trad. Ausente Uma jovem sem direção se apaixona por uma mulher logo depois de se alistar no exército |
| The Axe Murders of Villisca                                                 | Tony E. Valenzuela                                                   | EUA                                                     | Terror                             | Robert Adamson, Jarrett Sleeper, Alex Frnka, Conchata Ferrell, Jon Gries, Sean Whalen                                  | Baseado no assassinato em massa ainda não solucionado de 1912 em Villisca |
| B.F.F.                                                                      | David A Haines                                                       | EUA                                                     | Drama                              | Chase Alexander, Frank Voudy IV, Tommi Rose, Jayce Mroz                                                                | Um adolescente percebe que está se apaixonando por seu melhor amigo |
| Un bacio                                                                    | Ivan Cotroneo                                                        | Itália                                                  | Drama                              | Rimau Grillo Ritzberger, Valentina Romani, Leonardo Pazzagli, Simonetta Solder                                         | Três adolescentes procurando aceitação se tornam amigos |
| Bad Girl                                                                    | Fin Edquist                                                          | Austrália                                               | Suspense, Drama                    | Sara West, Samara Weaving, Benjamin Winspear, Felicity Price, Rebecca Massey, Sam Hutchin                              | Um adolescente rebelde adotada faz amizade com uma garota com um segredo sombrio |
| Baisers cachés                                                              | Didier Bivel                                                         | França                                                  | Drama                              | Bérenger Anceaux, Jules Houplain, Patrick Timsit, Barbara Schulz, Bruno Putzulu, Catherine Jacob                       | trad. Beijos Escondidos O novato da escola se apaixona por um menino de sua turma, mas os dois tem sua sexualidade exposta                                                                                |
| Baka Bukas                                                                  | Samantha Lee                                                         | Filipinas                                               | Romance, Drama                     | Jasmine Curtis-Smith, Louise delos Reyes, Kate Alejandrino, Gio Gahol, Nelsito Gomez, Cheska Iñigo                     | Uma jovem criativa é apaixonada por sua melhor amiga desde a infância |
| Bakit Lahat ng Gwapo May Boyfriend?!                                        | Jun Lana                                                             | Filipinas                                               | Comédia, Romance                   | Anne Curtis, Dennis Trillo, Paolo Ballesteros, Donnalyn Bartolome, Yam Concepcion, Alma Concepcion                     | Uma planejadora de casamentos que trabalha com seu ex-namorado gay tem certeza que seu novo cliente está no armário                                                                                       |
| The Ballad of Fred Hersch                                                   | Charlotte Lagarde, Carrie Lozano                                     | EUA                                                     | Documentário                       | | Sobre a vida e carreira do pianista Fred Hersch |
| Baño de vida                                                                | Dalia R. Reyes                                                       | México                                                  | Documentário                       | María Juana Cruz Garfias, Elizabeth Ortega Ponce, Felipe Ramírez Santos, Gabriela Ibarra Zavala                        | Sobre as histórias cercando a clientela e os trabalhadores de banhos públicos na Cidade do México |
| Bar Bahar (بر بحر)                                                          | Maysaloun Hamoud                                                     | Israel, França                                          | Drama                              | Mouna Hawa, Shaden Kanboura, Sana Jammalieh, Mahmoud Shalaby, Henry Andrawes, Ahlam Canaan                             | trad. Eu Dançarei se Eu Quiser Segue três mulheres palestinas vivendo em Tel Aviv e procurando liberdade                                                                                                  |
| Bastion                                                                     | Dominic Hodge, Louis Hannan                                          | Reino Unido                                             | Mistério, Drama                    | Leo Taylor-Jannati, Victoria Slinger, Andrew Swift, Craig Carr, John Michael Lowe, Keith Flood                         | Em um universo alternativo onde a Guerra Fria nunca terminou, um homem tenta fugir com sua esposa grávida                                                                                                 |
| BearCity 3                                                                  | Douglas Langway                                                      | EUA                                                     | Comédia, Romance, Drama            | Briane Keane, Stephen Guarino, Gerald McCullouch, Gregory Gunter, Kathy Najimy, Garikayi Mutambirwa                    | trad. Cidade dos Ursos 3 Terceiro filme da série iniciada em 2010 |
| Before the Fall                                                             | Byrum Geisler                                                        | EUA                                                     | Drama, Romance                     | Ethan Sharrett, Chase Conner, Brandi Price, Jason Mac, Jonathan Horvath, Morgan Sharrett                               | Reimaginação moderna e gay do romance Orgulho e Preconceito de Jane Austen |
| Beit El Baher                                                               | Roy Dib                                                              | Líbano                                                  | Drama                              | Sandy Chamoun, Julian Farhat, Nesrine Khodr, Nesrine Khodr, Rodrigue Sleiman                                           | Um jantar reúne quatro pessoas em uma casa projetada por um arquiteto iraquiano dos anos 1960 |
| Below Her Mouth                                                             | April Mullen                                                         | Canadá                                                  | Drama, Erótico                     | Erika Linder, Natalie Krill, Sebastian Pigott, Mayko Nguyen, Tommie-Amber Pirie, Melanie Leishman                      | Uma editora de revistas de moda comprometida inicia um caso com uma carpinteira |
| Belle Dormant                                                               | Adolfo Arrieta                                                       | França                                                  | Fantasia, Drama                    | Niels Schneider, Agathe Bonitzer, Mathieu Amalric, Tatiana Verstraeten, Serge Bozon                                    | [ 40 ] |
| Best. Partee. Ever.                                                         | Howard Yambao                                                        | Filipinas                                               | Drama                              | JC de Vera, Mercedes Cabral, Jordan Herrera, Kristoffer King, Aaron Rivera, Angela Cortez                              | Um jovem gay de família afluente passa cinco anos preso esperando seu caso de tráfico de drogas ser julgado                                                                                               |
| Bight of the Twin                                                           | Hazel Hill McCarthy III                                              | EUA, Benim                                              | Documentário                       | Genesis P-Orridge | Sobre a viagem do artista Genesis P-Orridge para Benim |
| Black Tar Road                                                              | Amber Dawn Lee                                                       | EUA                                                     | Crime, Drama, Romance              | Maria Olsen, James Black, Leif Gantvoort, Noelle Messier, Amber Dawn Lee                                               | Duas mulheres mal-entendidas encontram amor apesar das dificuldades |
| The Blackout Experiments                                                    | Rich Fox                                                             | EUA                                                     | Documentário                       | Andrew Gallagher, Jessica Sowa                                                                                         | Segue um grupo de pessoas que aceitam participar de um experimento de horror psicossexual |
| Blood of the Tribades                                                       | Sophia Cacciola, Michael J. Epstein                                  | EUA                                                     | Terror                             | Chloé Cunha, Mary Widow, Seth Chatfield, Tymisha Harris, Kristofer Jenson, Zach Pidgeon                                | Amantes vampiras lutam contra o governo totalitário de seu vilarejo |
| The Book of Gabrielle                                                       | Lisa Gornick                                                         | Reino Unido                                             | Comédia, Drama                     | Allan Corduner, Joni Kamen, Lisa Gornick, Ruth Lass, Anna Koval                                                        | Escrevendo um guia de sexo baseado em seu relacionamento com uma mulher mais nova, uma escritora faz amizade com outro autor                                                                              |
| Boys in the Trees                                                           | Nicholas Verso                                                       | Austrália                                               | Terror, Drama                      | Toby Wallace, Gulliver McGrath, Justin Holborow, Mitzi Ruhlmann, Terence Crawford, Tom Russell                         | trad. Os Garotos nas Árvores Dois skatistas adolescentes embarcam em uma jornada surreal no Halloween de 1997                                                                                             |
| Brakes                                                                      | Mercedes Grower                                                      | Reino Unido                                             | Comédia                            | Julian Barratt, Seb Cardinal, Kelly Campbell, Juliet Cowan, Julia Davis, Noel Fielding                                 | As histórias de vários casais, começando por seus términos |
| Brides to Be                                                                | Kris Boustedt, Lindy Boustedt                                        | EUA                                                     | Romance, Terror, Drama             | Carollani Sandberg, Angela DiMarco, Jesse Lee Keeter, Linas Phillips                                                   | Forças sinistras ameaçam separar dua noivas |
| Brüder der Nacht                                                            | Patric Chiha                                                         | Áustria                                                 | Documentário, Drama                | | trad. Irmãos da Noite Docudrama sobre um grupo de jovens búlgaros roma que se prostituem em Viena |
| Bruising for Besos                                                          | Adelina Anthony                                                      | EUA                                                     | Drama                              | Adelina Anthony, Kristina Wong, Carolyn Zeller, Brenda Banda, Karla Legaspy, Natalie Camunas                           | Uma chicana carismática seduz uma porto-riquenha e acaba revivendo momentos traumáticos de seu passado |
| Bullied to Death                                                            | Giovanni Coda                                                        | Itália, EUA                                             | Documentário                       | Tendal Mann, Sergio Anrò, Gianni Dettori, Assunta Pittaluga, Gianluca Sotgiu, Sheri Mann Stewart                       | Uma jornada pelas experiências de adolescentes que sofrem bullying extremo por causa de suas sexualidades                                                                                                 |
| Burn Your Name                                                              | Hayden Woodhead                                                      | Canadá                                                  | Drama, Romance                     | Justin Turnbull, Lou Ticzon, Christa Andersen, Chelsea Howey                                                           | Um músico sem inspiração se muda com seu melhor amigo gay e se apaixona pela colega de quarto lésbica dos dois                                                                                            |
| Butterflies (Бабочки)                                                       | Dmitriy Kubasov                                                      | Rússia                                                  | Documentário                       | Alexey Artemiev, Gregory Orlov, Alexey Bokov, Pavel Lungin, Marianne Slot, Klaus Eder                                  | Um homem gay procura por um namorado e a aceitação da mãe |
| Bwoy                                                                        | John G. Young                                                        | EUA                                                     | Drama                              | Anthony Rapp, De'Adre Aziza, Jermaine Rowe                                                                             | Após a morte do filho, um homem casado encontra refúgio em um caso online com um jamaicano |
| Camaleón                                                                    | Jorge Riquelme Serrano                                               | Chile                                                   | Drama                              | Gastón Salgado, Paula Zúñiga, Paulina Urrutia, Alejandro Goic                                                          | Um hóspede inesperado interrompe o último dia que um casal tem juntos |
| Le Cancre                                                                   | Paul Vecchiali                                                       | França                                                  | Drama                              | Catherine Deneuve, Mathieu Amalric, Edith Scob, Françoise Arnoul, Marianne Basler, Paul Vecchiali                      | trad. O Ignorante |
| Cas                                                                         | Joris van den Berg                                                   | Países Baixos                                           | Drama, Romance                     | Wieger Windhorst, Kevin Hassing, Felix Meyer, Yootha Wong-Loi-Sing, Job Raaijmakers                                    | A relação entre dois homens é abalada quando permitem que um jovem universitário durma em seu sofá |
| Cassanova Was a Woman                                                       | Kevin Arbouet                                                        | EUA                                                     | Comédia                            | Jezabel Montero, Margo Singaliese, Paolo Andino, Chaz Mena, Monica Steuer                                              | Uma atriz desempregada casada se apaixona por outra mulher |
| Catfight                                                                    | Onur Tukel                                                           | EUA                                                     | Comédia, Drama                     | Sandra Oh, Anne Heche, Alicia Silverstone, Amy Hill, Tituss Burgess, Myra Lucretia Taylor                              | |
| Certain Women                                                               | Kelly Reichardt                                                      | EUA                                                     | Drama                              | Laura Dern, Kristen Stewart, Michelle Williams, James Le Gros, Jared Harris, Lily Gladstone                            | |
| Ceux qui font les révolutions à moitié n’ont fait que se creuser un tombeau | Mathieu Denis, Simon Lavoie                                          | Canadá                                                  | Drama                              | Charlotte Aubin, Laurent Bélanger, Gabrielle Tremblay, Emmanuelle Lussier-Martinez                                     | Sobre quatro veteranos das manifestações estudantis de 2012 no Quebec |
| Check It                                                                    | Dana Flor, Toby Oppenheimer                                          | EUA                                                     | Documentário                       | | Sobre a jovens afro-americanos gay e trans em Washington, D.C. que fundaram sua própria gangue para se protegerem                                                                                         |
| Chee and T                                                                  | Tanuj Chopra                                                         | EUA                                                     | Comédia                            | Noureen DeWulf, Karan Soni, Bernard White, Rebecca Hazlewood, Dominic Rains, Lynn Chen                                 | Dois coletores de dívidas são encarregados de levar o sobrinho do chefe a sua própria festa de noivado |
| Chubby Funny                                                                | Harry Michell                                                        | Reino Unido                                             | Comédia                            | Harry Michell, Augustus Prew, Isabella Laughland, Jeff Rawle, Jack Cooper Stimpson, David Bamber                       | Um comediante que se acha especial e culpa seus problemas nos outros tenta alcançar o estrelato em Londres                                                                                                |
| Churchroad                                                                  | Robin Vogel                                                          | Países Baixos                                           | Documentário                       | Robin Vogel | Explora uma boate popular na cultura da vida noturna gay de Amsterdã |
| A Cidade do Futuro                                                          | Marília Hughes Guerreiro, Cláudio Marques                            | Brasil                                                  | Drama                              | Gilmar Araujo, Milla Suzart, Igor Santos                                                                               | Segue uma família fora do padrão no sertão da Bahia |
| El color de un invierno                                                     | Cecilia Valenzuela Gioia                                             | Argentina                                               | Drama, Romance                     | Cecilia Valenzuela Gioia, Mercedes Burgos, Gonzalo Romero                                                              | trad. Um Inverno para Lembrar |
| Compulsion                                                                  | Craig Goodwill                                                       | Reino Unido, Canadá, Itália                             | Suspense, Erótico                  | Analeigh Tipton, Jakob Cedergren, Marta Gastini                                                                        | Também conhecido como Sadie Uma escritora é convidada a passar o fim de semana em uma villa italiana com seu ex e uma mulher misteriosa                                                                   |
| Confessions                                                                 | Mark Bessenger                                                       | EUA                                                     | Comédia, Drama, Terror             | David Alanson Bradberry, Brendan Patrick, Mark Cirillo, Andrew Clements, Vincent Cusimano                              | trad. Confissões Íntimas Dez homens gays confessam seus segredos em diferentes segmentos |
| Continuity                                                                  | Omer Fast                                                            | Alemanha                                                | Drama                              | André Hennicke, Iris Böhm                                                                                              | Problemas vão aparecendo quando uma família reencontra o filho que foi servir no Afeganistão |
| Corps étranger                                                              | Raja Amari                                                           | Tunísia, França                                         | Drama                              | Hiam Abbass, Sarra Hannachi, Salim Kechiouche, Majd Mastoura, Marc Brunet                                              | trad. Corpo Estrangeiro Uma mulher se esconde de seu irmão radical islâmico na casa de um amigo e acaba se aproximando de sua nova chefe                                                                  |
| Crazy All These Years                                                       | Jeff Swafford                                                        | EUA                                                     | Drama                              | Cinda McCain, Caitlin Nicol-Thomas, James J. Fuertes, Christopher Howell                                               | Um homem retorna para casa para cuidar de sua mãe e descobre que deixou alguns corações quebrados quando partiu                                                                                           |
| A Criada (아가씨)                                                           | Park Chan-wook                                                       | Coreia do Sul                                           | Drama, Erótico, Suspense           | Kim Min-hee, Ha Jung-woo, Kim Tae-ri, Cho Jin-woong, Kim Hae-sook, Moon So-ri                                          | Um vigarista contrata uma ladra para ser a empregada de uma dama e convencê-la a se casar com ele, mas as duas acabam se apaixonando                                                                      |
| The Cruel Tale of the Medicine Man                                          | James Habacker                                                       | EUA                                                     | Comédia, Fantasia, Terror          | Mat Fraser, Oakley Boycott, Joe Coleman, Julie Atlas Muz, David Adamovich, Stormy Leather                              | [ 72 ] |
| Cuateros                                                                    | Albertina Carri                                                      | Argentina                                               | Documentário                       | Albertina Carri | Sobre a obsessão de uma mulher com Isidro Velázquez, o último gaúcho nascido e criado na Argentina |
| Cuerpo de élite                                                             | Joaquín Mazón                                                        | Espanha                                                 | Ação, Comédia                      | Miki Esparbé, Jordi Sánchez, María León, Silvia Abril, Pepa Aniorte, Carlos Areces                                     | Agentes de diferentes forças policiais espanholas são convocados para formar um time especial |
| Daddy's Boy                                                                 | Daniel Armando                                                       | EUA                                                     | Drama                              | Al Miro, James Koroni, Joe Lopez, Jonathan Iglesias, Tico Flores, Antoni Porowski                                      | Segue quatro recém-chegados na indústria pornô gay |
| La Danseuse                                                                 | Stéphanie Di Giusto                                                  | França                                                  | Biográfico, Drama                  | SoKo, Gaspard Ulliel, Mélanie Thierry, Lily-Rose Depp, François Damiens, Louis-Do de Lencquesaing                      | Sobre a atriz e dançarina Loïe Fuller, inventora da serpentine dance |
| A Date for Mad Mary                                                         | Darren Thornton                                                      | Irlanda                                                 | Comédia, Drama, Romance            | Seána Kerslake, Tara Lee, Charleigh Bailey, Denise McCormack, Siobhan Shanahan                                         | Uma jovem precisa arranjar um encontro para o casamento de sua melhor amiga depois de passar 6 meses na prisão                                                                                            |
| Dear Dad                                                                    | Tanuj Bhramar                                                        | Índia                                                   | Drama                              | Arvind Swamy, Himanshu Sharma, Ekavali Khanna, Aman Uppal, Bhavika Bhasin                                              | Um homem viaja com seu filho para levá-lo ao internato e segredos são revelados no caminho |
| El debut                                                                    | Gabriel Olivares                                                     | EUA                                                     | Drama, Expermental                 | Raúl Peña, Jorge Monje, Silvia de Pé, Mar del Hoyo, Elena de Frutos, Eduard Alexandre                                  | Uma trupe de atores decide ensaiar e criar a dramaturgia de um possível filme |
| Deconstructing Zoe                                                          | Rosa Fong                                                            | Reino Unido                                             | Documentário                       | Chowee Leow | Uma exploração sobre gênero, raça, e sexualidade pela perspectiva de uma atriz trans chinesa |
| Deep Water: The Real Story                                                  | Amanda Blue                                                          | Austrália                                               | Documentário                       | Shane Brown, Mitchell Butel, Dr. Allan Cala, Susie Elelman, Craig Ellis, Rick Feneley                                  | Sobre a onda de assassinatos não solucionados de jovens gays em Sydney dos anos 80 aos 90 |
| Demain tout commence                                                        | Hugo Gélin                                                           | França                                                  | Comédia, Drama                     | Omar Sy, Clémence Poésy, Antoine Bertrand, Gloria Colston, Ashley Walters, Clémentine Célarié                          | Refilmagem do filme mexicano No se aceptan devoluciones de 2013 |
| Demi                                                                        | Caris Rianne                                                         | Reino Unido                                             | Drama                              | Kerenza Qayum, Hannah Bury                                                                                             | Explora a discriminação contra a bissexualidade ao seguir uma jovem que se apaixona por outra apesar de ter um namorado                                                                                   |
| Les démons meurent à l’aube                                                 | François Zabaleta                                                    | França                                                  | Drama                              | Cecile Dent, Steve Dent, Marie-Pierre Matthieu, Michael Rouzeau, Francois Zabaleta                                     | [ 83 ] |
| Denial                                                                      | Derek Hallquist                                                      | EUA                                                     | Documentário                       | Mike Ahmadi, Christine David Hallquist, Derek Hallquist, Jillian Hallquist, John Thomas Hallquist, Bernie Sanders      | O diretor começa a filmar um documentário sobre a luta do pai contra a crise da eletricidade mundial, mas segredos são revelados                                                                          |
| Der kommer en dag                                                           | Jesper W. Nielsen                                                    | Dinamarca                                               | Drama                              | Lars Mikkelsen, Sofie Gråbøl, Harald Kaiser, Hermann Albert, Rudbeck Lindhardt, Lars Ranthe                            | trad. Quando o Dia Chegar Nos anos 60, dois garotos são enviados a um orfanato conhecido por seus maus-tratos                                                                                             |
| El Destello de la Luna                                                      | Gustavo Letelier                                                     | Chile                                                   | Drama, Comédia                     | Ricardo Herrera, Pablo Sotomayor Prat, Maximiliano Meneses, Paula Leoncini, Patricio Munoz, Nicolas Najle              | Um ator desempregado é oferecido o papel de sua carreira mas precisará enfrentar seus medos e preconceitos para se entender melhor                                                                        |
| A Destruição de Bernardet                                                   | Claudia Priscilla, Pedro Marques                                     | Brasil                                                  | Documentário                       | Jean-Claude Bernardet, Cristiano Burlan, Kiko Goifman                                                                  | O crítico e cineasta Jean-Claude Bernardet lida com seu envelhecimento |
| Detours                                                                     | Robert McCaskill                                                     | EUA                                                     | Comédia, Drama                     | Tara Westwood, Carlo Fiorletta, Paul Sorvino, Richard Kind, Michael Cerveris, Kim Director                             | Uma nova-iorquina recém solteira vai para Flórida de carro com seu pai e as cinzas da mãe |
| Devil's Domain                                                              | Jared Cohn                                                           | EUA                                                     | Terror                             | Michael Madsen, Madi Vodane, Linda Bella, Zack Kozlow, Kelly Erin Decker, Brenna Tucker                                | Uma jovem confusa com sua sexualidade sofre com cyberbullying e faz um pacto com o diabo para se vingar                                                                                                   |
| El diablo es magnífico                                                      | Nicolás Videla                                                       | Chile                                                   | Drama, Romance                     | Manu Guevara, Daniel Larrieu, Vicktor Philip, Isabelle Ziental, Vincent Franchey                                       | Uma imigrante trans deve voltar ao Chile depois de 10 anos na França |
| Il diario                                                                   | Paolo Sideri                                                         | Itália                                                  | Drama                              | Chiara Pasquini, Giulia Carrara, Cristina Amoroso                                                                      | A história de amor de duas jovens conectadas por um diário |
| Die Beautiful                                                               | Jun Robles Lana                                                      | Filipinas                                               | Comédia, Drama                     | Paolo Ballesteros, Christian Bables, Joel Torre, Gladys Reyes, Luis Alandy, Albie Casiño                               | Em preparação para seu funeral, uma mulher trans recém falecida é transformada em várias celebridades por sua amiga maquiadora                                                                            |
| Disco Limbo                                                                 | Fredo Landaveri, Mariano Toledo                                      | Argentina                                               | Drama, Experimental                | Guido Botto Fiora, Lucas Escariz, Jonatan Ciarrocca, Boris Rivas, Juan Chapur, Ivana Brozzi                            | Um jovem busca pelo homem que conheceu em uma festa mas perdeu de vista |
| Divinas Divas                                                               | Leandra Leal                                                         | Brasil                                                  | Documentário                       | Rogéria, Jane di Castro, Divina Valéria, Eloína dos Leopardos, Brigitte de Búzios, Camille K.                          | |
| Do You Take This Man                                                        | Joshua Tunick                                                        | EUA                                                     | Drama                              | Jonathan Bennett, Anthony Rapp, Alyson Hannigan, Alona Tal, Mackenzie Astin, Thomas Dekker                             | Dois homens prestes a se casarem precisam da ajuda dos amigos e da família para resolverem uma situação dramática                                                                                         |
| Donna Haraway: Story Telling for Earthly Survival                           | Fabrizio Terranova                                                   | Bélgica                                                 | Documentário                       | Donna Haraway | Sobre a bióloga, filósofa, escritora e professora emérita estadunidenseDonna Haraway |
| Doukyuusei (同級生)                                                         | Shouko Nakamura                                                      | Japão                                                   | Animação, Romance, Drama           | Hiroshi Kamiya, Kenji Nojima, Hideo Ishikawa                                                                           | trad. Colegas de Classe Segue o relacionamento entre dois adolescentes; um aluno prodígio e um roqueiro                                                                                                   |
| Dragged                                                                     | Christopher Birk                                                     | EUA                                                     | Documentário                       | RuPaul, Chaz Bono, Barry Humphries, Michelle Visage, D.J. Pierce, Santino Rice                                         | Segue as vidas de um grupo de drag queens |
| Écartée                                                                     | Lawrence Côté-Collins                                                | Canadá                                                  | Drama                              | Whitney Lafleur, Marjolaine Beauchamp, Ronald Cyr                                                                      | Uma assistente social começa a gravar um documentário sobre a reintegração de um ex-presidiário na sociedade, mas acaba se aproximando da namorada dele                                                   |
| Echorsis                                                                    | Lemuel Lorca                                                         | Filipinas                                               | Terror, Comédia                    | John Lapus, Alex Vincent Medina, Kean Cipriano, Odette Khan, Nico Antonio, Francine Garcia                             | Após tirar vantagem do amor de outro homem, um jovem prostituto pega o preço ao ser possuído |
| Eclipse: Keo-teo (커터)                                                     | Jung Hee-Sung                                                        | Coreia do Sul                                           | Crime, Drama                       | Choi Tae-joon, Kim Shi-hoo, Moon Ga-young, Han Jeong-woo, Lee Seung-yeon                                               | [ 100 ] |
| Ediths Glocken - Der Film                                                   | Ades Zabel                                                           | Alemanha                                                | Comédia                            | Ades Zabel, Biggy van Blond, Bob Schneider, Nicolai Tegeler, Stefan Kuschner                                           | [ 101 ] |
| Entre os Homens de Bem                                                      | Caio Cavechini, Carlos Juliano Barros                                | Brasil                                                  | Documentário                       | Jean Wyllys, Marcelo Freixo, Jair Bolsonaro, Marco Feliciano                                                           | Acompanha durante três anos o deputado Jean Wyllys como porta-voz da causa LGBT |
| Eoneu yeoreumnal bame (어느 여름날 밤에)                                    | Kim Hun                                                              | Coreia do Sul                                           | Drama                              | Kim Tae-hun, Choi Jae-sung, Shin Won-ho, Lee Tae-rim, Lee Kwang-soo, Lee Sang-woo                                      | Um soldado do Exército Popular da Coreia foge depois de seu superior o encontrar com outro homem |
| The Erlprince                                                               | Kuba Czekaj                                                          | Polônia                                                 | Drama                              | Stanisław Cywka, Agnieszka Podsiadlik, Sebastian Łach, Bernhard Schütz, Bogusława Jantos                               | Sobre o relacionamento entre um adolescente extremamente inteligente e seus pais |
| The Essential Link: The Story of Wilfrid Israel                             | Yonatan Nir                                                          | Israel                                                  | Documentário, Biográfico           | | Sobre Wilfrid Israel, dono da maior loja de departamento em Berlim que ajudou a resgatar crianças judias da Alemanha Nazista                                                                              |
| L'estate addosso                                                            | Gabriele Muccino                                                     | Itália                                                  | Drama, Romance                     | Brando Pacitto, Matilda Anna, Ingrid Lutz, Joseph Haro, Taylor Frey, Laura Cayouette, Jessica Rothe                    | trad. Sobre Viagens e Amores Um casal gay de São Francisco acolhe um casal italiano procurando começar uma nova vida na cidade                                                                            |
| Esteros                                                                     | Papu Curotto                                                         | Argentina, Brasil, França                               | Drama                              | Ignacio Rogers, Esteban Masturini                                                                                      | Amigos de infância separados na adolescência se reencontram já adultos |
| Être cheval                                                                 | Jérôme Clément-Wilz                                                  | França                                                  | Documentário                       | | Uma mulher trans de 50 anos treina com um cowboy americano para se tornar um cavalo |
| Even Lovers Get The Blues                                                   | Laurent Micheli                                                      | Bélgica                                                 | Drama                              | Marie Denys, Tristan Schotte, Gabriel Da Costa, Adriana Da Fonseca, Séverine Porzio, Arnaud Bronsart                   | Após a morte súbita de um deles, um grupo de amigos processa o luto através de encontros sexuais |
| Everybody's Fine (一切都好)                                                 | Zhang Meng                                                           | China                                                   | Drama                              | Zhang Guoli, Yao Chen, Shawn Dou, Chen He                                                                              | |
| Extra Terrestres                                                            | Carla Cavina                                                         | Porto Rico, Venezuela                                   | Drama                              | Marisé Álvarez, Sunshine Logroño, Laura Aleman, Yamil Collazo, Elba Escobar, Mauricio Alemany                          | Uma astrofísica que vive com sua namorada retorna ao Porto Rico para convidar sua família conservadora para seu casamento                                                                                 |
| The Extremists' Opera (過激派オペラ)                                        | Junko Emoto                                                          | Japão                                                   | Drama                              | Saori Koide, Arisa Nakamura, Yuka Masuda, Rei Hirano                                                                   | Segue o dia a dia e luta de uma trupe de atrizes |
| Fair Haven                                                                  | Kerstin Karlhuber                                                    | EUA                                                     | Drama                              | Tom Wopat, Michael Grant, Gregory Harrison, Jennifer Taylor, Josh Green                                                | Um jovem retorna a fazenda da família após um tempo em um programa de terapia de conversão sexual |
| The Falls: Covenant of Grace                                                | Jon García                                                           | EUA                                                     | Drama, Romance                     | Nick Ferrucci, Benjamin Farmer, Hannah Barefoot, Mercedes Rose, Thomas Stroppel, Trish Egan                            | Terceiro filme da série iniciada em 2012 sobre dois missionários mórmons que se apaixonam |
| Fan Club                                                                    | Eva Alfhild Jonsson                                                  | Suécia                                                  | Comédia, Drama                     | Birgitta Linder, Eva Alfhild Jonsson, Celine Marcault, Emelie Ulfeby, Sofia Ekholm                                     | Um grupo de pessoas se unem pelo seu amor por uma série de TV |
| Fantasy of the Girls (소녀의 세계)                                          | Ahn Jeong-min                                                        | Coreia do Sul                                           | Romance                            | Roh Jeong-eui, Cho Soo-hyang, Kwon Na-ra, Cho Soo-ha, Cho Byeong-kyu, Park Soo-yeon                                    | Uma adolescente é escalada como Julieta na peça de sua escola e se aproxima de seu 'Romeu', que também é uma garota                                                                                       |
| Fathers (ฟาเธอร์ส)                                                           | Palatpol Mingpornpichit                                              | Tailândia                                               | Drama, Romance                     | Asda Panichkul, Nat Sakdatorn, Sinjai Plengpanit, Aritach Pipattangkul                                                 | As vidas de um família muda quando os pais gays enviam seu filho para a escola |
| Feel Good To Say Goodbye (เพราะรัก..จึงจากลา)                                 | Patatarapol Wanathananont                                            | Tailândia                                               | Romance, Drama                     | Worapon Tapaopong, Phuangphoo Paranyu                                                                                  | O relacionamento entre dois adolescentes; um jogador de voleibol e um jogador de futebol |
| Finding Kim                                                                 | Aaron Bear                                                           | EUA                                                     | Documentário                       | Carmen Carrera, Dan Savage, Calpernia Addams, Kim Byford, Kshama Sawant, Dr. Tony Mangubat                             | Segue a transição de gênero de um homem trans de 50 anos |
| Fiore                                                                       | Claudio Giovannesi                                                   | Itália                                                  | Drama                              | Daphne Scoccia, Josciua Algeri, Laura Vasiliu, Valerio Mastandrea, Gessica Giulianielli, Francesca Riso                | Uma detenta juvenil se apaixona por outro jovem na prisão |
| Fiore - In Love with Clay                                                   | Richard Whymark                                                      | EUA                                                     | Documentário                       | Fiore De Henriquez, Gertrude Stein, Dinah Voisin                                                                       | Sobre a escultora intersexo Fiore De Henriquez |
| First Girl I Loved                                                          | Kerem Sanga                                                          | EUA                                                     | Drama                              | Dylan Gelula, Brianna Hildebrand, Pamela Adlon, Mateo Arias, Tim Heidecker, Cameron Esposito                           | Uma adolescente se apaixona pela garota mais popular da escola, mas seu amigo faz de tudo para atrapalhar a relação                                                                                       |
| The First Monday in May                                                     | Andrew Rossi                                                         | EUA                                                     | Documentário                       | Andrew Bolton, Wong Kar-wai, Karl Lagerfeld, Rihanna, Anna Wintour, John Galliano                                      | O processo de concepção e de desenvolvimento de uma das exposições mais visitadas do MET |
| Flatbush Luck                                                               | Casper Andreas                                                       | EUA                                                     | Comédia, Romance, Crime            | Tanner Novlan, Robby Stahl, Briana Marin, Michael Nathanson, Natalie Britton, Juahn Cabrera                            | Dois primos que trabalham para uma companhia telefônica se envolvem em um esquema que logo vira um caso de assassinato                                                                                    |
| La Folle Histoire de Max et Léon                                            | Jonathan Barré                                                       | França                                                  | Comédia, Guerra                    | Grégoire Ludig, David Marsais, Bernard Farcy, Dominique Pinon, Julien Pestel, Alice Vial                               | Dois amigos de infância festeiros tentam escapar da Segunda Guerra Mundial |
| Forbidden: Undocumented and Queer in Rural America                          | Tiffany Rhynard                                                      | EUA                                                     | Documentário                       | Moises Serrano | Sobre Moises Serrano, um homem gay e imigrante ilegal que cresceu em Yadkinville, na Carolina do Norte |
| Free CeCe                                                                   | Jacqueline Gares                                                     | EUA                                                     | Documentário                       | Laverne Cox, CeCe McDonald                                                                                             | Confronta a violência que cerca mulheres trans de cor |
| The Freedom to Marry                                                        | Edward Rosenstein                                                    | EUA                                                     | Documentário                       | Evan Wolfson, Mary Bonauto, April DeBoer, Jayne Rowse, Marc Solomon                                                    | Sobre o movimento de legalização do casamento entre pessoas do mesmo sexo |
| From Selma to Stonewall: Are We There Yet?                                  | Marilyn Bennett                                                      | EUA                                                     | Documentário                       | Gil Caldwell, Marilyn Bennett                                                                                          | Um pastor negro hétero e uma ativista lésbica branca procuram a interseção entre os movimentos de direitos civis e libertação LGBT                                                                        |
| El futuro ya no es lo que era                                               | Pedro L. Barbero                                                     | Espanha                                                 | Comédia                            | Dani Rovira, Carmen Maura, Carolina Bang, Yolanda Ramos, José Corbacho, Eduardo Velasco                                | Um cartomante famoso aspirante a ator tenta se reconectar com seus filhos e lidar com o câncer de sua mãe                                                                                                 |
| Gaci gibi                                                                   | Serkan Çiftçi                                                        | Turquia                                                 | Documentário                       | Cansu, Deniz, Ece | Uma mulher trans trabalhando como prostituta em Mersin é vítima de um crime de ódio |
| Gangster Kittens                                                            | Naeem Mahmood, Ash Mahmood                                           | Reino Unido                                             | Drama, Suspense                    | Rachel Lloyd, Gina Akers, Andrew Alexander, Bill Cotton, Julian Glover, Jerry Hall                                     | [ 131 ] |
| Garden of Stars                                                             | Pasquale Plastino, Stéphane Riethauser                               | Suíça                                                   | Documentário                       | Ichgola Androgyn, Ovo Maltine                                                                                          | Sobre um cemitério que abriga os irmãos Grimm, bebês natimortos, e gays |
| The Gardener                                                                | Sébastien Chabot                                                     | Canadá                                                  | Documentário                       | Francis Cabot, Anne Cabot, Adrienne Clarkson, Colin Cabot, Raynald Bergeron                                            | Sobre Francis Cabot e seu magnífico jardim no Quebec |
| The Gemini                                                                  | Nyo Min Lwin                                                         | Malásia                                                 | Drama                              | Okkar Min Maung, Nyein Chan Kyaw, Aye Myat Thu                                                                         | Primeiro filme LGBT da história do cinema de Myanmar |
| Die Geschwister                                                             | Jan Krüger                                                           | Alemanha                                                | Drama, Romance                     | Vladimir Burlakov, Julius Nitschkoff, Irina Potapenko, Hilmi Sözer, Franziska Wulf                                     | Um agente imobiliário se envolve nas vidas de um casal de irmãos |
| Girl Unbound                                                                | Erin Heidenreich                                                     | EUA                                                     | Documentário                       | Ayesha Gulalai Wazir, Shamsul Qayyum Wazir, Maria Toorpakai Wazir                                                      | Uma mulher desafia o controle do talibã no Waziristão para poder jogar squash competitivamente |
| Glamour Dolls                                                               | John De Luca                                                         | Reino Unido                                             | Comédia, Drama                     | John De Luca, Dominik Danielewicz, Ashlie Walker, Laurence Christopher, Ian Black, Emma Packer                         | Dois colegas de quarto prostitutos sonham em se tornar atores |
| Golden Boys                                                                 | Revital Gal                                                          | Israel                                                  | Documentário                       | | Sobre um grupo de idosos gays que se reúnem toda semana no centro LGBT de Tel Aviv |
| Grave                                                                       | Julia Ducournau                                                      | França, Bélgica                                         | Mistério, Drama, Terror            | Garance Marillier, Ella Rumpf, Rabah Nait Oufella, Laurent Lucas, Joana Preiss, Bouli Lanners                          | |
| Grinder                                                                     | Brandon Ruckdashel                                                   | EUA                                                     | Drama, Suspense                    | Jon Fleming, Tyler Austin, Brandon Ruckdashel, Sarah Lazar, Jose Ramos, Jay Reum                                       | Um modelo adolescente é atraído para Nova York por um agente e descobre que nada é o que parece |
| Growing Up Coy                                                              | Eric Juhola                                                          | EUA                                                     | Documentário                       | Auri Mathis, Coy Mathis, Dakota Mathis                                                                                 | Acompanha as lutas de uma garota trans de 6 anos e seus pais em uma cidade conservadora no Colorado em 2013                                                                                               |
| Guru, a Hijra Family                                                        | Laurie Colson, Axelle Le Dauphin                                     | Índia, Bélgica                                          | Documentário                       | | Segue as vidas de uma família de hijras |
| Gut zu Vögeln                                                               | Mira Thiel                                                           | Alemanha                                                | Comédia, Romance                   | Anja Knauer, Max von Thun, Max Giermann, Ulrich Gebauer, Kai Wiesinger, Christian Tramitz                              | Depois que sua noiva cancela o casamento, uma mulher vai morar com um dos amigos do seu irmão |
| The Guys Next Door                                                          | Amy Geller, Allie Humenuk                                            | EUA                                                     | Documentário                       | | Segue uma família moderna composta por pais gays e suas três filhas geradas pela amiga do casal |
| Guys Reading Poems                                                          | Hunter Lee Hughes                                                    | EUA                                                     | Drama, Mistério                    | Patricia Velásquez, Alexander Dreymon, Luke Judy, Lydia Hearst, Christos Vasilopoulos                                  | Uma jovem criativo usa a poesia para sobreviver após a morte de sua mãe |
| Handsome Devil                                                              | John Butler                                                          | Irlanda                                                 | Comédia, Drama                     | Fionn O'Shea, Nicholas Galitzine, Andrew Scott, Moe Dunford, Michael McElhatton, Ruairi O'Connor                       | |
| Die Hannas                                                                  | Julia C. Kaiser                                                      | Alemanha                                                | Comédia, Drama                     | Anna König, Till Butterbach, Ines Marie Westernströer, Julia Becker, Anne Ratte-Polle, Cynthia Micas                   | Um casal excêntrico conhece duas irmãs e os dois acabam tendo um caso com elas |
| Happy                                                                       | Michael Patrick McKinley                                             | EUA                                                     | Documentário                       | Leonard Zimmerman, Steven Uhles, Jon Waits, Leonard Zimmerman Sr., Nona Zimmerman, Charmain Brackett                   | Baseado na vida do artista visual Leonard 'Porkchop' Zimmerman |
| The Happys                                                                  | Tom Gould, John Serpe                                                | EUA                                                     | Comédia                            | Amanda Bauer, Jack DePew, Janeane Garofalo, Melissa McBride, Rhys Ward, Arturo del Puerto                              | Uma mulher casa com seu namorado ator mesmo depois de encontrar ele na cama com outro homem |
| Hara Kiri                                                                   | Henry Alberto                                                        | EUA                                                     | Drama                              | Jesse Pimentel, Mojean Aria, Ruth Connell, Emilie Germain, Jamie Nocher, Natalie Camunas                               | A história de amor entre dois skatistas suicidas |
| Hard to Give Up (男舍男分)                                                  | Bai Lu                                                               | China                                                   | Romance                            | Maggie Liu, Li Da Yong, Geng Bo Wen, He Cong Rui                                                                       | Um pintor procurando por inspiração e um modelo conhece um jovem |
| Harikatha Prasanga                                                          | Ananya Kasaravalli                                                   | Índia                                                   | Drama                              | Shrunga Vasudevan | Um ator tradicional popular por seus papéis femininos tem que enfrentar sua sexualidade e a visão da sociedade                                                                                            |
| Harvest Lake                                                                | Scott Schirmer                                                       | EUA                                                     | Fantasia, Drama, Terror            | Jason Crowe, Ellie Church, Tristan Risk, Dan Nye, Kevin Roach, Lucretia Lynn                                           | [ 151 ] |
| High Heels Revolution! (ハイヒール革命!)                                    | Yo Kohatsu                                                           | Japão                                                   | Documentário, Drama                | Natsuki Majikina, Tatsuomi Hamada, Mari Nishio, Tomoko Fujita                                                          | Docudrama que segue a vida de uma jovem trans |
| Hjartasteinn                                                                | Guðmundur Arnar Guðmundsson                                          | Islândia                                                | Drama                              | Baldur Einarsson, Blær Hinriksson, Diljá Valsdóttir, Katla Njálsdóttir, Jónína Þórdís Karlsdóttir, Rán Ragnarsdóttir   | Sobre a amizade entre dois garotos pré-adolescentes de um vilarejo de pescadores |
| Holocausto Brasileiro                                                       | Armando Mendz, Daniela Arbex                                         | Brasil                                                  | Documentário                       | Helvécio Ratton | Baseado no livro homônimo, retrata os maus-tratos da história do Hospital Colônia de Barbacena |
| Holy Hell                                                                   | Will Allen                                                           | EUA                                                     | Documentário                       | Will Allen | Sobre um culto formado em West Hollywood nos anos 80 por um professor carismático |
| Home                                                                        | Frank Lin                                                            | EUA                                                     | Terror, Drama                      | Heather Langenkamp, Samantha Mumba, Kerry Knuppe, Aaron Hill, Alessandra Shelby Farmer, Lew Temple                     | Uma mulher se assume como lésbica e se casa como uma ateísta. Ela viaja, e deixa sua filha religiosa com a nova meia-irmã em uma casa que elas descobrem ser assombrada                                   |
| Horizon                                                                     | Stephan Elliott                                                      | Austrália                                               | Drama                              | Francis Mossman, Matthew Clarke, Indigo Felton, Julian Maroun, Paul Layton, Patrick James                              | Um jovem inocente viaja para a cidade grande para encontrar um homem mais velho, mas decide ficar mesmo depois deste o trair                                                                              |
| Hunky Dory                                                                  | Michael Curtis Johnson                                               | EUA                                                     | Comédia, Drama                     | Tomas Pais, Peter Van Norden, Jeff Newburg, Joy Darash, Edouard Holdener, Nora Rothman                                 | Após o desaparecimento de sua ex, um roqueiro amador que trabalha como drag queen tem que cuidar de seu filho de 11 anos                                                                                  |
| Hurricane Bianca                                                            | Matt Kugelman                                                        | EUA                                                     | Comédia                            | Roy Haylock, Rachel Dratch, Lola Botha, Grayson Thorne Kilpatrick, Willam Belli, D.J. "Shangela" Pierce                | |
| Hwanjeolgi (환절기)                                                         | Lee Dong-eun                                                         | Coreia do Sul                                           | Drama                              | Bae Jong-ok, Lee Won-keun, Ji Yun-ho, Seo Jeong-yeon, Park Won-sang, Woo Ji-hyeon                                      | Uma mãe passa por uma jornada emocional após descobrir o segredo do filho |
| Hymns                                                                       | Ryan Andrew Balas                                                    | EUA                                                     | Drama, Ficção Científica, Romance  | Dee Herlihy, Mirjam Egeris Karstoft, Melissa Navia, Mark Robert Ryan, Ben Scott-Brandt                                 | Três mulheres vivem juntas em tempos de guerra |
| I Am Not Your Negro                                                         | Raoul Peck                                                           | EUA, França                                             | Documentário                       | Samuel L. Jackson | |
| Ikari (怒り)                                                                | Lee Sang-il                                                          | Japão                                                   | Crime, Drama                       | Ken Watanabe, Mirai Moriyama, Aoi Miyazaki, Satoshi Tsumabuki, Go Ayano, Suzu Hirose                                   | trad. Fúria Um assassinato macabro não resolvido conecta histórias em três cidades diferentes |
| I Love You Both                                                             | Doug Archibald                                                       | EUA                                                     | Drama, Comédia                     | Doug Archibald, Kristin Archibald, Lucas Neff                                                                          | Gêmeos fraternos co-dependentes se apaixonam pelo mesmo homem |
| I'm a Pornstar: Gay4Pay                                                     | Charlie David                                                        | EUA                                                     | Documentário                       | Justin Bryant Adams, Solomon Aspen, Will Braun, Brody Adam Bryant, Jason Bumpus                                        | Sobre homens héteros que são 'gay-for-pay' e trabalham na indústria pornográfica gay |
| The Intervention                                                            | Clea DuVall                                                          | EUA                                                     | Comédia, Drama                     | Clea DuVall, Melanie Lynskey, Natasha Lyonne, Vincent Piazza, Jason Ritter, Ben Schwartz                               | Quatro casais passam um fim de semana juntos sob o pretexto de se divertirem, mas na verdade é uma intervenção sobre o casamento de um deles                                                              |
| Intimidade Pública                                                          | Luciana Canton                                                       | Brasil                                                  | Drama, Romance                     | Julio Silverio, Antonio Jorge Dantas, Rod Jubelini, Bruna Lessa, Biah Carfig, Yuri Bathista                            | Divido em quatro histórias sobre amor e sexualidade |
| Intolerância.doc                                                            | Susanna Lira                                                         | Brasil                                                  | Documentário                       | | Sobre o submundo dos crimes homofóbicos, das torcidas organizadas, e brigas de gangues em São Paulo |
| Isola                                                                       | Fabianny Deschamps                                                   | França                                                  | Drama                              | Yassine Fadel, Yilin Yang, Enrico Roccaforte                                                                           | Uma mulher chinesa grávida espera pelo parto sozinha em uma ilha perdida |
| Já, Olga Hepnarová                                                          | Petr Kazda, Tomás Weinreb                                            | República Checa, Polônia, Eslováquia, França            | Crime, Drama, Biográfico           | Michalina Olszańska, Martin Pechlát, Klára Melíšková, Marika Šoposká, Juraj Nvota, Martin Finger                       | trad. Eu, Olga Hepnarová Sobre a assassina em massa lésbica Olga Hepnarová nos anos 70 |
| Jack Goes Home                                                              | Thomas Dekker                                                        | EUA                                                     | Terror, Suspense                   | Rory Culkin, Lin Shaye, Daveigh Chase, Natasha Lyonne, Louis Hunter, Nikki Reed                                        | Após a morte de seu pai em um acidente de carro, um homem retorna ao lar para cuidar de sua mãe |
| Jamais contente                                                             | Emilie Deleuze                                                       | França                                                  | Drama                              | Léna Magnien, Patricia Mazuy, Philippe Duquesne, Catherine Hiegel, Alex Lutz, Nathan Melloul                           | A vida caótica de uma garota de 13 anos |
| Jane (꿈의 제인)                                                            | Cho Hyun-hoon                                                        | Coreia do Sul                                           | Drama                              | Lee Min-ji, Koo Kyo-hwan, Lee Joo-young, Park Hyun-young, Lee Hak-joo, Park Kyung-hye                                  | Após o desaparecimento de seu amigo, uma fugitiva conhece uma mulher trans e se junta ao bando dela |
| Jeanne d’Trans                                                              | Niko Kostet                                                          | Finlândia                                               | Documentário                       | Lisa Lust, Jaana Korhonen, Kiki Hawaiji, Sam Bodi, Tina Nikander, Tiia Angesleva                                       | Explora os papéis sociais de gênero através das experiências de pessoas trans muito diferentes |
| Jesús                                                                       | Fernando Guzzoni                                                     | Chile, França                                           | Drama                              | Nicolás Durán, Alejandro Goic                                                                                          | Um adolescente sem planos para a vida além de seu grupo de k-pop encontra um rapaz desacordado em uma praça                                                                                               |
| Jewel’s Catch One                                                           | C. Fitz                                                              | EUA                                                     | Documentário                       | Thea Austin, Jewel Thais-Williams, Sharon Stone, Maxine Waters, Sandra Bernhard, Jenifer Lewis                         | A história de Jewel Thais-Williams, mulher lésbica, negra, e pobre, e sua boate legendária aberta à 42 anos                                                                                               |
| Jonathan                                                                    | Piotr J. Lewandowski                                                 | Alemanha                                                | Drama                              | Jannis Niewöhner, André Hennicke, Julia Koschitz, Thomas Sarbacher, Barbara Auer, Maximilian Mauff                     | Um jovem fazendeiro cuida de seu pai doente que guarda um segredo que pode ser revelado com a chegada de um velho amigo                                                                                   |
| The Joneses                                                                 | Moby Longinotto                                                      | EUA                                                     | Documentário                       | Jheri Jones | Sobre uma divorciada trans de 74 anos e sua família no Mississippi |
| Jours de France                                                             | Jérôme Reybaud                                                       | França                                                  | Drama, Romance                     | Pascal Cervo, Arthur Igual, Fabienne Babe, Nathalie Richard, Laetitia Dosch, Marie France                              | Um homem larga tudo para andar aleatoriamente pela França, e seu amante tenta rastreá-lo usando o Grindr                                                                                                  |
| Jug-yeo-ju-neun Yeo-ja (죽여주는 여자)                                      | E J-yong                                                             | Coreia do Sul                                           | Drama                              | Youn Yuh-jung, Jeon Moo-song, Yoon Kye-sang, An A-zu, Kim Hye-yoon, Ye Soo-jung                                        | trad. A Dama de Baco Segue uma prostituta idosa que cuida de um garoto filipino com a ajuda da vizinha trans e um homem de uma perna só                                                                   |
| Julie                                                                       | Alba González de Molina Soler                                        | Espanha                                                 | Drama                              | Marine Discazeaux, Silvia Maya, Rikar Gil                                                                              | Uma jovem foge para um vilarejo remoto onde ninguém a conhece |
| Julio of Jackson Heights                                                    | Richard Shpuntoff                                                    | EUA                                                     | Documentário                       | | O assassinato de um homem gay instiga uma saída do armário em massa na cidade de Nova York nos anos 90 |
| Just Call Me Martina                                                        | Peter Small                                                          | Reino Unido                                             | Documentário                       | Sue Barker, Martina Navratilova, Julia Lemigova, Elton John, Stephen Fry, Jana Navratilova                             | Sobre a tenista Martina Navratilova |
| Juste la fin du monde                                                       | Xavier Dolan                                                         | Canadá, França                                          | Drama                              | Nathalie Baye, Vincent Cassel, Marion Cotillard, Léa Seydoux, Gaspard Ulliel                                           | |
| Ka Bodyscapes                                                               | Jayan Cherian                                                        | Índia                                                   | Drama                              | Kannan Rajesh, Jason Chacko, Naseera Nilambur, Ayisha Athidhi, Ashwin Mathew                                           | Três jovens; um pintor gay, um jogador de Kabaddi, e uma ativista; procuram espaço e felicidade em uma cidade conservadora                                                                                |
| Kapoor & Sons (कपूर एण्ड सन्स)                                                 | Shakun Batra                                                         | Índia                                                   | Comédia, Drama                     | Sidharth Malhotra, Fawad Khan, Alia Bhatt, Ratna Pathak, Rishi Kapoor, Rajat Kapoor                                    | Dois irmão voltam à casa da família para visitar seu avô doente e inúmeros problemas de família são exibidos                                                                                              |
| Kater                                                                       | Händl Klaus                                                          | Áustria                                                 | Drama                              | Philipp Hochmair, Lukas Turtur                                                                                         | O relacionamento entre dois homens muda quando um deles mata o gato de estimação |
| The Kids Aren't Alright                                                     | Stuart Comerford                                                     | Irlanda                                                 | Drama                              | Ross McCann, Hannah Joyce, Megan Lyons, Daniel Tobin, Gavin Connorton, Christine O'Connor                              | Tentando lidar com o suicídio de seu colega de classe, um adolescente faz amizade com a nova garota da escola                                                                                             |
| Kiki                                                                        | Sara Jordenö                                                         | Suécia, EUA                                             | Documentário                       | Marie Love, Izana Vidal, Loretta Coombs, Takima Coombs, Aisha Diori, Twiggy Pucci Garçon                               | Foca na cultura de drag e vogue nos tempos modernos, onde o Black Lives Matter e movimentos por direitos trans estão cada vez mais proeminentes                                                           |
| King Cobra                                                                  | Justin Kelly                                                         | EUA                                                     | Biográfico, Drama                  | Garrett Clayton, James Franco, Christian Slater, Keegan Allen, Molly Ringwald, Alicia Silverstone                      | Sobre Brent Corrigan, baseado na biografia Cobra Killer: Gay Porn, Murder, and the Manhunt to Bring the Killers to Justice, escrita por Andrew E. Stoner e Peter A. Conway                                |
| Kosmonautensehnsucht                                                        | Catharina Göldner                                                    | Alemanha                                                | Drama                              | Katharina Behrens, Fabian Schmidt, Nadja Stübiger                                                                      | Uma inspetora de teatro espera o retorno da cosmonauta de quem gosta |
| L.G.B.T. Love Stories                                                       | Touch Brandon, Shelbe Chang, Danielle Earle, Patrick Freeman         | EUA                                                     | Comédia, Romance, Drama            | Frederic Farina, Christina Russo, Danny Martinez, John Nikki Garcia, Rebecca Aranda, Shelbe Chang                      | Antologia que explora as várias facetas do romance na comunidade LGBT |
| Lampião da Esquina                                                          | Lívia Perez, Noel Carvalho                                           | Brasil                                                  | Documentário                       | João Silvério Trevisan, Luiz Carlos Lacerda, Ney Matogrosso, Aguinaldo Silva, Laerte Coutinho, Glauco Mattoso          | A história do primeiro jornal gay do país, O Lampião, criado em 1978 |
| The Landscape Within                                                        | Andrea Capranico                                                     | Filipinas                                               | Documentário                       | Eric Nui Cabales | Após a morte de seu pai, um artista conceitual e de pintura corporal abertamente gay pede ajuda dos amigos para criar uma tela viva                                                                       |
| The Last Fitness Instructor                                                 | Michele Williams                                                     | EUA                                                     | Mistério, Suspense                 | Kathleen Roy, Maya Nalli, Diana Lado, Irene Georgerian, Alexa Niemi, Bill Schaeffer                                    | Uma instrutora de fitness justiceira investiga uma explosão |
| Last Men Standing                                                           | Erin Brethauer, Tim Hussin                                           | EUA                                                     | Documentário                       | | Segue a vida de sobreviventes da AIDS |
| Laurence                                                                    | Stephen Kellam, Richard D. Endacott                                  | EUA                                                     | Crime, Drama, Terror               | Javier Perez, Max Rosenak, Connor Moore, Sean Donovan, Jessica DiGiovanni, Fred Stuart                                 | Um jovem fotógrafo e seu namorado são assombrados por um fantasma em um chalé |
| Lazy Eye                                                                    | Tim Kirkman                                                          | EUA                                                     | Drama, Comédia                     | Lucas Near-Verbrugghe, Aaron Costa Ganis, Michaela Watkins, Harrison Givens, Debbie Jaffe                              | Um designer gráfico é contatado por um ex-amante de 15 anos atrás com esperanças de reviver o relacionamento                                                                                              |
| Left on Pearl                                                               | Susan Rivo                                                           | EUA                                                     | Documentário                       | Ray Magliozzi, Madge Kaplan, Christopher Jencks                                                                        | Sobre a ocupação de uma antiga fábrica de costura de propriedade de Harvard por um grupo feminista em 1971                                                                                                |
| Liberty’s Secret                                                            | Debbie Williams, Andy Kirshner                                       | EUA                                                     | Musical, Comédia, Romance          | Jaclene Wilk, Cara AnnMarie, John Lepard, Chris Lutkin, Alfrelynn J. Roberts, Rusty Mewha                              | Uma candidata à vice-presidência se apaixona por uma assessora de imprensa |
| Liebmann                                                                    | Jules Herrmann                                                       | Alemanha                                                | Drama                              | Godehard Giese, Adeline Moreau, Fabien Ara, Bettina Grahs, Alain Denizart, Denise Lecocq                               | Um professor se muda para a França para escapar de memórias violentas e de fantasmas de seu passado |
| The Life Exotic: Or the Incredible True Story of Joe Schreibvogel           | J.D. Thompson                                                        | EUA                                                     | Documentário                       | Joe Exotic | Um homem gay com dois maridos opera o maior zoológico privado do mundo |
| The Limehouse Golem                                                         | Juan Carlos Medina                                                   | Reino Unido                                             | Mistério, Terror                   | Bill Nighy, Olivia Cooke, Douglas Booth, Daniel Mays, Sam Reid, María Valverde                                         | trad. Os Crimes de Limehouse Uma criatura legendária aterroriza a Londres vitoriana com uma onda de assassinatos                                                                                          |
| Las Lindas                                                                  | Melisa Liebenthal                                                    | Argentina                                               | Documentário                       | Melisa Liebenthal, Victoria D'Amuri, Camila Magliano, Sofia Mele, Josefina Roveta, Michelle Sterzovsky                 | trad. As Lindas Uma análise sobre como as mulheres reproduzem papéis de gênero desde cedo |
| Listen to Me: Untold Stories Beyond Hatred                                  | Gagik Ghazerah                                                       | Armênia                                                 | Documentário                       | Armen Aghajanov, Garik Amolikyan, Karine Avanyan, Vahan Bournazian, Mel Daluzyan, Romik Danial                         | Dez pessoas LGBT armênias falam sobre suas infâncias, identidades, e o relacionamento com suas famílias                                                                                                   |
| Living with Giants                                                          | Aude Leroux-Levesque, Sébastien Rist                                 | Canadá                                                  | Documentário                       | | Um jovem inuk enfrenta dificuldades ao chegar na idade adulta |
| Looking: The Movie                                                          | Andrew Haigh                                                         | EUA                                                     | Drama                              | Jonathan Groff, Frankie J. Alvarez, Murray Bartlett, Lauren Weedman, Raúl Castillo, Daniel Franzese                    | Final cinemático para a série homônima da HBO de 2014 sobre três amigos gays em São Francisco |
| Looping                                                                     | Leonie Krippendorff                                                  | Alemanha                                                | Drama                              | Jella Haase, Lana Cooper, Marie-Lou Sellem, Markus Hering, Luisa-Céline Gaffron, Maximilian Klas                       | Três mulheres se encontram em uma clínica psiquiátrica |
| Lorna Washington: Surviving Probable Losses                                 | Rian Córdova, Leonardo Menezes                                       | Brasil, EUA                                             | Documentário                       | Celso Paulino | Sobre Lorna Washington, ícone do transformismo na cena gay carioca |
| Los del túnel                                                               | Pepón Montero                                                        | Espanha                                                 | Comédia, Drama                     | Arturo Valls, Raúl Cimas, Natalia de Molina, Neus Asensi, Manel Barceló, Àlex Batllori                                 | Treze sobreviventes do desabamento de um túnel ficam presos juntos no subsolo por 15 dias |
| Lou xia de fang ke (樓下的房客)                                             | Adam Tsuei Shen-Dong                                                 | Taiwan                                                  | Crime, Suspense, Drama             | Simon Yam, Lee Kang-Sheng, Ivy Shao, Kaiser Chuang, Sophia Li, Don Wong Tao                                            | Um homem herda um prédio e começa a espiar seus vários moradores |
| Love Is All You Need?                                                       | Kim Rocco Shields                                                    | EUA                                                     | Drama                              | Tate Birchmore, Briana Evigan, Jacob Rodier, Tyler Blackburn, Kyla Kenedy, Ana Ortiz                                   | Expansão do curta homônimo de 2011 que se passa em uma sociedade onde a homossexualidade é a norma |
| Lovesong                                                                    | So Yong Kim                                                          | EUA                                                     | Drama                              | Riley Keough, Jena Malone, Brooklyn Decker, Amy Seimetz, Ryan Eggold, Rosanna Arquette, Cary Joji Fukunaga             | Entediada e negligenciada pelo marido, uma mulher embarca em uma viagem de carro com a filha e sua melhor amiga                                                                                           |
| Ludwig / Walkenhorst – Der Weg zu Gold                                      | Guido Weihermüller                                                   | Alemanha                                                | Documentário                       | Kira Walkenhorst, Laura Ludwig                                                                                         | A jornada das jogadoras de vôlei alemãs Kira Walkenhorst e Laura Ludwig até as Olimpíadas de 2016 |
| Ma Loute                                                                    | Bruno Dumont                                                         | França, Alemanha, Bélgica                               | Comédia, Fantasia                  | Fabrice Luchini, Juliette Binoche, Valeria Bruni‑Tedeschi, Jean-Luc Vincent, Brandon Lavieville, Raph                  | trad. Mistério na Costa Chanel |
| La macchinazione                                                            | David Grieco                                                         | Itália                                                  | Crime, Drama, Biográfico           | Massimo Ranieri, Libero De Rienzo, Matteo Taranto, François-Xavier Demaison, Milena Vukotić, Roberto Citran            | No verão de 75, o filme Salò de Pier Paolo Pasolini é roubado da sala de edição no primeiro passo que levará à morte violenta do diretor                                                                  |
| Macho                                                                       | Antonio Serrano                                                      | México                                                  | Comédia, Romance                   | Miguel Rodarte, Cecilia Suárez, Aislinn Derbez, Ana de la Reguera, Renato López, Valeria Vera                          | Um renomado estilista de roupas feminina é secretamente hétero |
| Mãe Só Há Uma                                                               | Anna Muylaert                                                        | Brasil                                                  | Drama                              | Naomi Nero, Daniel Botelho, Daniela Nefussi, Matheus Nachtergaele, Lais Dias, Luciana Paes                             | |
| Manolita, la Chen de Arcos                                                  | Valeria Vegas                                                        | Espanha                                                 | Documentário                       | Manolita Chen | Nos anos 80 uma artista trans da Andaluzia adota uma garota com síndrome de Down |
| Manžel na hodinu                                                            | Tomáš Svoboda                                                        | República Checa                                         | Comédia                            | Bolek Polívka, David Novotný, David Matásek, Lukáš Latinák, Eva Holubová, Zdena Studenková                             | [ 213 ] |
| Mapplethorpe: Look at the Pictures                                          | Randy Barbato, Fenton Bailey                                         | EUA, Alemanha                                           | Documentário                       | Debbie Harry, Fran Lebowitz, Robert Mapplethorpe, Paul Martineau, Brooke Shields                                       | Sobre o fotógrafo Robert Mapplethorpe |
| Mara Mara                                                                   | David Aguilar Iñigo                                                  | Espanha                                                 | Drama, Suspense                    | Josune Gorostegui, Laura López                                                                                         | Duas mulheres passam seus últimos momentos juntas em uma casa remota |
| Marica Tú                                                                   | Ismael Núñez                                                         | Espanha                                                 | Comédia, Drama                     | Abel Zamora, David Novas, Celia de Molina, Ander Gaztelu, David Bueno, Jaime Astuy                                     | Um homem gay tenta esquecer de seu ex ao procurar refúgio no sexo casual com estranhos |
| Mariela Castro’s March                                                      | Jon Alpert                                                           | EUA                                                     | Documentário                       | Mariela Castro | Um olhar sobre a comunidade LGBT de Cuba que segue a sobrinha de Fidel Castro pelos eventos da comunidade                                                                                                 |
| Les mauvaises herbes                                                        | Louis Bélanger                                                       | Canadá                                                  | Comédia, Drama                     | Alexis Martin, Gilles Renaud, Luc Picard, Myriam Côté, Emmanuelle Lussier Martinez                                     | Um ator fugitivo, um fazendeiro durão, e uma adolescente lésbica começam uma plantação de maconha |
| Meier Müller Schmidt                                                        | Sebastian Peterson                                                   | Alemanha                                                | Drama                              | Ferenc Graefe, Julia Philippi, Jules Armana, Nicolás Artajo, Anna Thalbach, Christian Wewerka                          | Segue três colegas de apartamentos bem diferentes |
| Memories of a Penitent Heart                                                | Cecilia Aldarondo                                                    | EUA                                                     | Documentário                       | Miguel Dieppa, Padre Aquin                                                                                             | Sobre a vida e a morte do tio da diretora, um aspirante a ator e dramaturgo que faleceu dado a complicações relacionadas a AIDS                                                                           |
| Meu Nome é Jacque                                                           | Angela Zoé                                                           | Brasil                                                  | Documentário                       | Jacqueline Rocha Côrtes                                                                                                | Segue uma ativista trans de 55 anos soropositiva por 21 |
| Mi reflejo                                                                  | Silvia Pedraza, Yolanda Cosgaya                                      | Espanha                                                 | Documentário                       | | Mostra a realidade de crianças, adolescente, e jovens trans |
| A Midsummer Night’s Dream                                                   | David Kerr                                                           | Reino Unido                                             | Fantasia, Comédia, Romance         | John Hannah, Nonso Anozie, Matt Lucas, Maxine Peake, Eleanor Matsuura, Richard Wilson                                  | Adaptação futurista mas ainda mágica da peça homônima de Shakespeare |
| Miguel Picazo, un cineasta extramuros                                       | Enrique Iznaola                                                      | Espanha                                                 | Documentário, Biográfico           | Anna Saura Ramón, Miguel Picazo, Carlos Saura, Mercedes Sampietro, Carmen Maura                                        | Sobre a carreira do diretor Miguel Picazo |
| Miles                                                                       | Nathan Adloff                                                        | EUA                                                     | Comédia, Drama                     | Tim Boardman, Missi Pyle, Stephen Root, Molly Shannon, Annie Golden, Paul Reiser                                       | Um adolescente gay entra para o time de vôlei feminino da escola para conseguir uma bolsa de estudos |
| Minha Mãe é Uma Peça 2                                                      | César Rodrigues                                                      | Brasil                                                  | Comédia                            | Paulo Gustavo, Mariana Xavier, Rodrigo Pandolfo, Patrícya Travassos, Herson Capri, Alexandra Richter                   | |
| Miss Stevens                                                                | Julia Hart                                                           | EUA                                                     | Drama, Comédia                     | Lily Rabe, Timothée Chalamet, Lili Reinhart, Anthony Quintal, Oscar Nunez, Rob Huebel                                  | Uma professora tem que levar três alunos para uma competição de teatro |
| Die Mitte der Welt                                                          | Jakob M. Erwa                                                        | Alemanha                                                | Romance, Drama                     | Louis Hofmann, Sabine Timoteo, Jannik Schümann, Svenja Jung, Ada Philine Stappenbeck, Sascha Alexander Geršak          | Depois de escapar de sua família com seus amigos por um verão, um adolescente retorna à escola e se apaixona por seu novo colega de classe                                                                |
| Los Modernos                                                                | Mauro Sarser, Marcela Matta                                          | Uruguai                                                 | Drama                              | Noelia Campo, Mauro Sarser, Stefania Tortorella, Marie Hélène Wyaux, Federico Guerra, María Paz Rodríguez              | Três casais tem que escolher entre a paternidade, a realização profissional e sua liberdade sexual |
| Moonlight                                                                   | Barry Jenkins                                                        | EUA                                                     | Drama                              | Trevante Rhodes, André Holland, Janelle Monáe, Ashton Sanders, Naomie Harris, Mahershala Ali                           | Baseado na peça inédita In Moonlight Black Boys Look Blue de Tarell Alvin McCraney |
| More Than Friends                                                           | Milon V. Parker                                                      | EUA                                                     | Romance, Drama                     | Toni Ashley, Aaron Badie, RoChe' ChiTown, Jessica Miller                                                               | Uma mulher descobre que sua amiga de infância é apaixonada por ela e percebe que o sentimento é mútuo |
| Mother, May I Sleep with Danger?                                            | Melanie Aitkenhead                                                   | EUA                                                     | Suspense, Terror                   | Leila George, Emily Meade, Nick Eversman, Ivan Sergei, Emma Rigby, Tori Spelling                                       | |
| Mubansô (無伴奏)                                                            | Hitoshi Yazaki                                                       | Japão                                                   | Drama                              | Riko Narumi, Sosuke Ikematsu, Takumi Saitoh, Nina Endo, Wakana Matsumoto, Tomoko Fujita                                | [ 229 ] |
| (M)uchenik (Ученик)                                                         | Kirill Serebrennikov                                                 | Rússia                                                  | Drama                              | Viktoriya Isakova, Petr Skvortsov, Yuliya Aug, Aleksandra Revenko, Alexandr Gorchilin                                  | trad. O Estudante Um adolescente usa citações da Bíblia para questionar a tudo e a todos, e ganha como discípulo um jovem gay deficiente                                                                  |
| La muñeca fea                                                               | Claudia Lopez, George Reyes                                          | México                                                  | Documentário                       | | Um grupo de prostitutas idosas encontram paz e uma comunidade na Casa Xochiquetzal |
| Muxe                                                                        | Michael Satzinger, Barbara Huber                                     | Áustria                                                 | Fantasia, Drama                    | Franz Robert, Thomas Kracher, Rodolfo Carrasco-Marin, Julia Schwarz                                                    | Um jovem indígena dois-espíritos é convidado para uma exibição etnológica na Europa, onde se apaixona por um roqueiro amador e entra em uma aventura                                                      |
| Nakom                                                                       | Kelly Daniela Norris, T.W. Pittman                                   | Gana, EUA                                               | Drama                              | Jacob Ayanaba, Grace Ayariga, Justina Kulidu                                                                           | Após a morte de seu pai, um estudante de medicina retorna ao seu vilarejo para lutar pela sobrevivência da família                                                                                        |
| My Nature                                                                   | Gianluca Loffredo, Massimiliano Ferraina                             | Itália                                                  | Documentário                       | Simone Di Giacomantonio                                                                                                | As muitas jornadas de um homem trans em busca de liberdade |
| Ned’s Project                                                               | Lemuel Lorca                                                         | Filipinas                                               | Drama                              | Angeli Bayani, Ana Abad-Santos, Max Eigenmann, Biboy Ramirez, Lui Manansala                                            | Uma tatuadora itinerante entra para um reality show de talentos para lésbicas para conseguir o dinheiro para sua inseminação artificial                                                                   |
| Nelly                                                                       | Anne Émond                                                           | Canadá                                                  | Biográfico, Drama                  | Mylène Mackay, Milya Corbeil-Gauvreau, Mickaël Gouin, Francis Leplay, Sylvie Drapeau                                   | Inspirado na vida de Nelly Arcan, prostituta que virou uma estrela literária internacional |
| Nelly Queen: The Life and Times of Jose Sarria                              | Dante Alencastre, Joe Castel                                         | EUA                                                     | Documentário                       | Jose Sarria | Sobre Jose Sarria, primeiro homem abertamente gay a concorrer a um cargo governamental |
| The Neon Demon                                                              | Nicolas Winding Refn                                                 | EUA                                                     | Suspense, Drama, Terror            | Elle Fanning, Jena Malone, Bella Heathcote, Abbey Lee, Christina Hendricks, Keanu Reeves                               | |
| Nice Package                                                                | Dan MacArthur                                                        | Austrália                                               | Crime, Comédia                     | Dwayne Cameron, Leon Cain, Isabella Tannock, Ashley Lyons, Melanie Poole, Ben Weirheim                                 | Um ladrão amador é pego durante um assalto e tem que levar uma refém para a casa de seu amigo gay |
| Nigakute amai (にがくてあまい)                                              | Shôgo Kusano                                                         | Japão                                                   | Comédia, Romance                   | Haruna Kawaguchi, Kento Hayshi, Yasushi Fuchikami, Hiyori Sakurada, Mackenyu Arata, SU                                 | Uma mulher que não sabe cozinhar se apaixona por um professor de arte expert no assunto. O único problema é que ele é gay                                                                                 |
| Ninkô no junan (仁光の受難)                                                 | Norihiro Niwatsukino                                                 | Japão                                                   | Drama, Fantasia                    | Masato Tsujioka, Miho Wakabayashi, Hideta Iwahashi, Yukino Arimoto, Chris Katô, Hitoshi Murakami                       | No período Edo, um monge budista sexualmente irresistível luta para se manter virtuoso |
| La noche                                                                    | Edgardo Castro                                                       | Argentina                                               | Drama                              | Edgardo Castro, Paula Ituriza, Dolores Guadalupe Olivares, William Prociuk, Federico Figari, Luis Leiva                | trad. A Noite |
| Nunca vas a estar solo                                                      | Álex Anwandter                                                       | Chile                                                   | Drama                              | Sergio Hernández, Antonia Zegers, Gabriela Hernández, Andrew Bargsted                                                  | Um operário tímido luta para pagar as contas médicas quando seu filho é hospitalizado depois de um ataque homofóbico                                                                                      |
| Nuo Lietuvos nepabegsi                                                      | Romas Zabarauskas                                                    | Lituânia                                                | Drama                              | Denisas Kolomyckis, Irina Lavrinovič, Adrián Escobar, Vaidas Baumila, Juste Arlauskaite-Jazzu, Petras Kuneika          | Após a estrela de seu filme matar a mãe, um cineasta planeja a fuga dela do país com a ajuda de seu namorado mexicano                                                                                     |
| NY84                                                                        | Cyril Morin                                                          | EUA                                                     | Drama, Romance                     | Sam Quartin, Chris Schellenger, Davy J. Marr, Ray Field, Chadwick Brown                                                | Sobre três jovens artistas no começo da década de 80 |
| Los objetos amorosos                                                        | Adrián Silvestre                                                     | Espanha                                                 | Drama                              | Laura Rojas Godoy, Nicole Costa, Diana Agámez, Marco Bomba, Paolo Floris, Andrea Iacovacci                             | Uma mulher se muda para a Itália em busca de um futuro melhor, deixando seu filho na Colômbia, e se aproxima de outra mulher                                                                              |
| Onbekend Onbemind                                                           | Sabrina Sugiarto                                                     | Países Baixos                                           | Documentário                       | | Sobre o estado dos direitos LGBT no Suriname |
| Only Men Go to the Grave                                                    | Abdulla Al Kaabi                                                     | Irã, Emirados Árabes Unidos                             | Drama                              | Salimeh Rangzan, Awatif Salman                                                                                         | Após a morte acidental da matriarca cega da família, suas filhas tentam descobrir seu passado durante o funeral                                                                                           |
| Opening Night                                                               | Isaac Rentz                                                          | EUA                                                     | Musical, Comédia                   | Lauren Lapkus, Topher Grace, Alona Tal, Anne Heche, Taye Diggs, Rob Riggle                                             | trad. Noite de Abertura Um cantor da Broadway fracassado tem que salvar a noite de abertura de uma produção                                                                                               |
| O Ornitólogo                                                                | João Pedro Rodrigues                                                 | Portugal, França, Brasil                                | Drama                              | Paul Hamy, Xelo Cagiao Teijo, João Pedro Rodrigues, Han Wen, Chan Suan                                                 | |
| Orpheline                                                                   | Arnaud des Pallières                                                 | França                                                  | Drama                              | Adèle Exarchopoulos, Adèle Haenel, Solène Rigot, Gemma Arterton, Jalil Lespert, Sergi López                            | trad. Faces de uma Mulher |
| Ossan's Love (おっさんずラブ)                                               | Yuki Saito                                                           | Japão                                                   | Comédia, Romance, Drama            | Tanaka Kei, Kotaro Yoshida, Motoki Ochiai, Sae Miyazawa                                                                | Um homem não sabe o que fazer quando seu chefe e seu colega de quarto confessam estarem apaixonados por ele                                                                                               |
| Der Ost-Komplex                                                             | Jochen Hick                                                          | Alemanha                                                | Documentário                       | Kurt Biedenkopf, Mario Röllig, Sahra Wagenknecht                                                                       | Acompanha um ex-cidadão da República Democrática da Alemanha |
| The Other Kids                                                              | Chris Brown                                                          | EUA                                                     | Drama                              | Savannah Bailey, Hunter Gilmore, Kai Kellerman, Sienna Lampi, Natasha Lombardi, Joe McGee                              | Baseado em histórias reais, segue as lutas íntimas de seis adolescentes de uma cidade pequena |
| Other People                                                                | Chris Kelly                                                          | EUA                                                     | Comédia, Drama                     | Jesse Plemons, Molly Shannon, Bradley Whitford, Maude Apatow, Zach Woods, Madisen Beaty, June Squibb                   | Depois de terminar com o namorado, um escritor se muda para Sacramento para cuidar de sua mãe doente |
| Otvorena                                                                    | Momir Milošević                                                      | Sérvia                                                  | Terror, Drama                      | Milena Đurović, Jelena Puzić, Jelena Angelovski, Sava Kesić                                                            | A amizade intensa entre duas jovens acaba quando uma começa a expor sua sexualidade |
| Out of Iraq                                                                 | Eva Orner, Chris McKim                                               | EUA                                                     | Documentário                       | | Um tradutor para o exército americano e um soldado do exército iraquiano se apaixonam mas são separados quando viram alvo de um crime de honra                                                            |
| Out Run                                                                     | S. Leo Chiang, Johnny Symons                                         | EUA                                                     | Documentário                       | Bemz Benedito | Uma mulher trans líder do único partido político LGBT do mundo tenta se eleger ao congresso das Filipinas                                                                                                 |
| Outfitumentary                                                              | K8 Hardy                                                             | EUA                                                     | Documentário                       | K8 Hardy | Uma artista documenta as roupas escolhidas para seu dia desde 2001 |
| Un padre no tan padre                                                       | Raúl Martínez                                                        | México                                                  | Comédia                            | Héctor Bonilla, Benny Ibarra, Jacqueline Bracamontes, Sergio Mayer Mori, Camila Selser, Zamia Fandiño                  | Um senhor conservador tem que se mudar com seu filho após ser expulso da casa de repouso |
| Palace of Fun                                                               | Eadward Stocks                                                       | Reino Unido                                             | Crime, Romance                     | Andrew Mullan, George Stocks, Phoebe Naughton, Holly Shuttleworth                                                      | Durante uma onda de calor em Brighton, um homem misterioso divide irmão e irmã ricos |
| Pamilya Ordinaryo                                                           | Eduardo W. Roy Jr.                                                   | Filipinas                                               | Drama                              | Ronwaldo Martin, Hasmine Killip, Maria Isabel Lopez, Sue Prado, Ruby Ruiz, Moira Lang                                  | Um casal de adolescentes sem-teto procura seu bebê roubado |
| The Panzi Invasion                                                          | Parker Sargent                                                       | EUA                                                     | Documentário                       | Thom Hansen, Roy Haylock, Steven Polito                                                                                | [ 261 ] |
| Papa Rainbow                                                                | Fan Popo                                                             | China                                                   | Documentário                       | | Seis pais chineses falam sobre suas experiências com seus filhos LGBT |
| Paris Is Voguing                                                            | Gabrielle Culand                                                     | França                                                  | Documentário                       | Lasseindra Ninja, Stéphane Mizrahi                                                                                     | Sobre a chegada da cultura dos bailes vogue em Paris nos anos 2000 |
| The Pass                                                                    | Ben Williams                                                         | Reino Unido                                             | Drama                              | Russell Tovey, Arinze Kene, Lisa McGrillis, Nico Mirallegro, Rory J. Saper                                             | Sobre o relacionamento entre dois jogadores de futebol, ao longo de uma década |
| Patay na si Hesus                                                           | Victor Villanueva                                                    | Filipinas                                               | Comédia                            | Jaclyn Jose, Mailes Kanapi, Chai Fonacier, Sheen Gener, Olive Nieto, Melde Montañez                                    | Uma mulher relutantemente reúne sua família para ir no funeral de seu marido afastado |
| La pazza gioia                                                              | Paolo Virzì                                                          | Itália                                                  | Comédia                            | Valeria Bruni‑Tedeschi, Micaela Ramazzotti, Valentina Carnelutti, Anna Galiena, Tommaso Ragno                          | trad. Loucas de Alegria Duas mulheres bem diferentes fazem amizade quando internadas no mesmo hospital psiquiátrico                                                                                       |
| The Pearl                                                                   | Jessica Dimmock, Christopher LaMarca                                 | EUA                                                     | Documentário                       | | Um retrato de quatro mulheres trans que se revelaram na terceira idade |
| The Pearl of Africa                                                         | Jonny von Wallström                                                  | Suécia, Quênia, Tailândia, Uganda                       | Documentário                       | Cleopatra Kambugu | Segue uma jovem trans forçada a deixar a Uganda |
| Perfetti sconosciuti                                                        | Paolo Genovese                                                       | Itália                                                  | Comédia                            | Valerio Mastandrea, Kasia Smutniak, Marco Giallini, Alba Rohrwacher, Anna Foglietta, Giuseppe Battiston                | Sete amigos de longa data se reúnem para um jantar e decidem compartilhar todas as mensagens de texto e chamadas telefônicas que recebem                                                                  |
| O Perfume da Memória                                                        | Oswaldo Montenegro                                                   | Brasil                                                  | Romance                            | Amandha Monteiro, Oswaldo Montenegro, Janaína Salles, Madalena Salles, Kamila Pistori                                  | Baseado na música homônima do diretor, é a história de amor entre duas mulheres bem diferentes |
| Pink                                                                        | Paco del Toro                                                        | México                                                  | Comédia, Drama                     | Pablo Cheng, Charly López, Roberto Escudero, Roberto Palazuelos, José Magaña, Anna Ciocchetti                          | Um casal gay luta contra seus problemas quando adotam uma criança |
| Pitchfork                                                                   | Glenn Douglas Packard                                                | EUA                                                     | Terror                             | Daniel Wilkinson, Brian Raetz, Lindsey Nicole, Ryan Moore, Celina Beach, Nicole Dambro                                 | Um grupo de amigos retorna para casa para ajudar um deles a revelar seu segredo |
| Play the Devil                                                              | Maria Govan                                                          | Trindade e Tobago                                       | Drama                              | Petrice Jones, Gareth Jenkins, Akil Nickolas, Penelope Spencer                                                         | Um jovem talentoso se torna obsessão de um homem de negócios mais velho |
| Plaza de la soledad                                                         | Maya Goded                                                           | México, Países Baixos                                   | Documentário                       | | Um retrato de mulheres de 50 a 80 anos que se prostituem no bairro de La Merced na Cidade do México |
| Political Animals                                                           | Jonah Markowitz                                                      | EUA                                                     | Documentário                       | Carole Migden, Sheila Kuehl, Jackie Goldberg, Christine Kehoe                                                          | Sobre alguns membros do Caucus Legislativo LGBT da Califórnia |
| Poppy Goes to Hollywood                                                     | Sok Visal                                                            | Camboja                                                 | Comédia                            | Un Sothear, Pee Mai, Leang Sothea                                                                                      | Depois de testemunhar um crime um homem tem que se esconder na boate onde sua irmã trans trabalha e assumir uma nova identidade                                                                           |
| Pride Denied: Homonationalism and the Future of Queer Politics              | Kami Chisholm                                                        | Canadá                                                  | Documentário                       | | Ativistas trans pedem para a priorizarão do ativismo político na comunidade LGBT |
| Primavera                                                                   | Santiago Giralt                                                      | Argentina                                               | Drama, Comédia                     | Catarina Spinetta, Nahuel Mutti, Angelo Mutti Spinetta, Mike Amigorena, Chino Darín, Alejandro Paker                   | [ 278 ] |
| Případ pro malíře                                                           | Lucie Bělohradská                                                    | República Checa                                         | Crime                              | Viktor Preiss, David Matásek, Jaromír Dulava, Marek Adamczyk, Vanda Hybnerová, Monika Zoubková                         | Um detetive amador tenta solucionar um caso |
| A Promise of Time Travel                                                    | Craig Jessen                                                         | EUA                                                     | Ficção Científica, Mistério, Drama | April Grace Lowe, Angela Ryskiewicz, Cody Roberts, Jacob Burstein-Stern, Nate Geez                                     | Um encontro aleatório com um antiga amiga de infância envolve uma mulher comum em um plano para roubar uma máquina do tempo                                                                               |
| La propera pell                                                             | Isaki Lacuesta, Isa Campo                                            | Espanha, Suíça                                          | Suspense, Drama                    | Sergi López, Emma Suárez, Àlex Monner, Bruno Todeschini, Greta Fernández, Mikel Iglesias                               | trad. A Próxima Pele Um garoto desaparecido é encontrado 8 anos depois e reintegrado a sua família, mas é mesmo o jovem correto?                                                                          |
| Pushing Dead                                                                | Tom E. Brown                                                         | EUA                                                     | Comédia, Drama                     | James Roday Rodriguez, Robin Weigert, Danny Glover, Khandi Alexander, Tom Riley, Mari Kearney                          | Um escritor soropositivo acidentalmente deposita um cheque de valor excessivo e é rejeitado por seu plano de saúde por ganhar muito dinheiro                                                              |
| El puto inolvidable: Vida de Carlos Jáuregui                                | Lucas Santa Ana                                                      | Argentina                                               | Documentário                       | | Sobre Carlos Jáuregui, importante ativista gay argentino dos anos 80 e 90 |
| Quand on a 17 ans                                                           | André Téchiné                                                        | França                                                  | Drama                              | Sandrine Kiberlain, Kacey Mottet Klein, Corentin Fila, Alexis Loret                                                    | trad. Quando Se Tem 17 Anos Segue o despertar romântico e sexual de dois adolescentes que se odeiam e devem morar juntos                                                                                  |
| Queer City                                                                  | Draper Shreeve                                                       | EUA                                                     | Documentário                       | Rafael Alencar, Sarah Chinn, Miriam Diaz, Thomas K. Duane, Kris Franklin                                               | Um grupo diverso de pessoas LGBT mostram como é a vida queer nos EUA do século XXI |
| A Queer Country                                                             | Lisa Morgenthau                                                      | Reino Unido, Israel                                     | Documentário                       | Harriet Jane Davies | [ 286 ] |
| Queer Hutterite                                                             | Laura O'Grady                                                        | Canadá                                                  | Curta, Documentário                | Kelly Hofer | Sobre Kelly Hofer, um fotógrafo e ativista gay que cresceu em uma comunidade Huterita em Manitoba |
| Queer Moxie                                                                 | Heather Provoncha, Leo Hollen                                        | EUA                                                     | Documentário                       | | Celebra o impacto e evolução da arte de performance queer |
| Questi giorni                                                               | Giuseppe Piccioni                                                    | Itália                                                  | Comédia                            | Laura Adriani, Margherita Buy, Giulio Corso, Marta Gastini, Caterina Le Caselle, Maria Roveran                         | trad. Estes Dias A história de quatro jovens amigas de uma cidadezinha do interior |
| Raising Zoey                                                                | Dante Alencastre                                                     | EUA                                                     | Documentário                       | Leticia Luna, Ofelia Luna, Zoey Luna                                                                                   | A vida de uma garota latina trans de 13 anos |
| Rara                                                                        | Pepa San Martin                                                      | Chile, Argentina                                        | Drama                              | Julia Lubbert, Emilia Ossandon, Mariana Loyola, Augustina Muñoz                                                        | trad. Estranha Uma pré-adolescente vive com a irmã, mãe, e a madrastra, mas seu pai desaprova dessa nova ordem familiar                                                                                   |
| Real Boy                                                                    | Shaleece Haas                                                        | EUA                                                     | Documentário                       | Bennett Wallace | Um jovem trans procura a aceitação da família e sua voz como músico |
| La región salvaje                                                           | Amat Escalante                                                       | México                                                  | Ficção Científica, Terror, Drama   | Ruth Ramos, Simone Bucio, Jesús Meza, Eden Villavicencio, Andrea Peláez, Oscar Escalante                               | trad. A Região Selvagem |
| Reina de corazones                                                          | Guillermo Bergandi                                                   | Argentina                                               | Documentário                       | Daniela Ruiz, Emma Serna, Nicole Cagy, Mar Morales, Camila Salvatierra, Estefanía Menzel                               | Dez mulheres trans deixam a prostituição e criam uma companhia de teatro |
| A Remarkable Life                                                           | Vohn Regensburger                                                    | EUA                                                     | Drama, Romance                     | Chris Bruno, Marie Avgeropoulos, Daphne Zuniga, Mark Margolis, Dylan Bruno, John O'Hurley                              | trad. Reencontrando o Amor Após sua esposa o deixar pela médica do filho autista dos dois, um homem reexamina sua identidade                                                                              |
| Réparer les vivants                                                         | Katell Quillévéré                                                    | Bélgica, França                                         | Drama                              | Anne Dorval, Tahar Rahim, Emmanuelle Seigner, Kool Shen, Alice Taglioni, Bouli Lanners                                 | trad. Coração e Alma |
| Required Field                                                              | Todd Verow                                                           | EUA                                                     | Drama                              | Brad Hallowell, Nathan Johnson, Todd Verow, Joe Wakeman, David J. White                                                | A caçada por um assassino em série |
| Rester vertical                                                             | Alain Guiraudie                                                      | França                                                  | Comédia, Drama                     | Damien Bonnard, India Hair, Raphaël Thiéry, Christian Bouillette, Basile Meilleurat, Laure Calamy                      | trad. Na Vertical Um cineasta tem que criar o filho sozinho enquanto procura uma inspiração para seu próximo filme                                                                                        |
| Retake                                                                      | Nick Corporon                                                        | EUA                                                     | Drama, Romance                     | Tuc Watkins, Devon Graye, Derek Phillips, Kit Williamson, Andrew Asper, Sydelle Noel                                   | Um homem de meia idade contrata um prostituto para recriar uma viagem de seu passado |
| The Revival: Women and the Word                                             | Sekiya Dorsett                                                       | EUA                                                     | Documentário                       | Jade Foster, Be Steadwell, T’ai Freedom Ford, Jonquille Rice, Elizah Turner                                            | Segue um coletivo de artistas e músicas negras lésbicas em um turnê pelos EUA |
| Ri Chang Dui Hua (日常對話)                                                 | Huang Hui-chen                                                       | Taiwan                                                  | Documentário                       | Huang Hui-chen, A-nu                                                                                                   | Explora o relacionamento conturbado entre a diretora e sua mãe, uma sacerdotisa taoísta lésbica |
| Ringgo: The Dog Shooter                                                     | Rahyan Carlos                                                        | Filipinas                                               | Drama                              | Sandino Martin, Janice de Belen, I'nca, Liza Diño, Bembol Roco, Bodjie Pascua                                          | Sobre o laço entre um adolescente encarregado de fazer cães de raça acasalarem, sua chefe lésbica, e um dobermann                                                                                         |
| The Rocky Horror Picture Show: Let's Do the Time Warp Again                 | Kenny Ortega                                                         | EUA                                                     | Musical, Comédia                   | Laverne Cox, Victoria Justice, Ryan McCartan, Adam Lambert, Reeve Carney, Christina Milian                             | Baseado no The Rocky Horror Show de Richard O'Brien |
| Russian Doll                                                                | Ed Gaffney                                                           | EUA                                                     | Crime, Mistério                    | Melanie Brockmann Gaffney, Kristine Sutherland, Sarah Hollis, Marem Hassler, Aly Trasher, Taylor Murphy-Sinclair       | A investigação sobre o desaparecimento de uma mulher traz suspeitas para uma produção teatral |
| Sacred Journeys                                                             | Tracy Boyd                                                           | EUA                                                     | Drama                              | Mackenzie Phillips, Stephen Wallem, Glenn Scarpelli, Matthew Kosto, Robert Burson                                      | [ 304 ] |
| Sài Gòn Anh Yêu Em                                                          | Lý Minh Thắng                                                        | Vietnã                                                  | Comédia, Romance, Drama            | Thanh Nam, Ngọc Giàu, Phi Phụng, Johan Wicklund, Đoan Trang, Huy Khánh                                                 | Segue quatro histórias de amor (romântico, platônico, e familiar) conectadas pela cidade de Saigon |
| Salvaje despertar                                                           | Joan Fermí Martí                                                     | Espanha                                                 | Drama, Romance                     | Fabián Castro, Julia Hernández, Richie Ormon, Christian Blanch, Jordi Pujol, Carlos Plaza                              | Um homem no armário e seu pai trabalham na fazenda de dois irmãos, onde a irmã é apaixonada por ele e o irmão é abertamente gay                                                                           |
| San fu tian (三伏天)                                                        | Jordan Schiele                                                       | Hong Kong                                               | Drama                              | Huang Lu, Luo Lanshan, Muchen Tian                                                                                     | trad. Nós, Os Animais Com a ajuda de um homem gay, uma mulher procura por seu bebê que foi levado por seu namorado                                                                                        |
| Sangini                                                                     | Nancy Nicol                                                          | Canadá                                                  | Documentário                       | | Sobre um refúgio para mulheres trans e sáficas em Nova Deli |
| Santa y Andrés                                                              | Carlos Lechuga                                                       | Cuba, Colômbia, França                                  | Drama                              | Lola Amores, Eduardo Martinez, Luna Tinoco, George Abreu, César Domínguez, Ederlys Rodríguez                           | Em uma pequena aldeia nos anos 80, uma mulher leal a revolução é encarregada de vigiar um escritor homossexual em prisão domiciliar                                                                       |
| Sarita Colonia, la tregua moral                                             | Javier Ponce Gambirazio                                              | Peru                                                    | Documentário                       | | Sobre a festa de Sarita Colonia, santa rejeitada pela Igreja Católica por acolher criminosos, prostitutas, travestis e homossexuais                                                                       |
| Satyavati                                                                   | Deepthi Tadnaki                                                      | Índia                                                   | Crime, Romance                     | Iti Acharya, Shweta Gupta, Som Nayak, Sira Ushapp, Surya Vasishta, Sundeep Hemnaoni                                    | [ 311 ] |
| Search Engines                                                              | Russell Brown                                                        | EUA                                                     | Comédia, Drama                     | Joely Fisher, Daphne Zuniga, Grace Folsom, Natasha Gregson Wagner, Michael Muhney, Connie Stevens                      | Crises assolam um jantar de Ação de Graças quando cai o sinal de celular |
| Seat in Shadow                                                              | Henry Coombes                                                        | Reino Unido, Espanha                                    | Comédia, Drama                     | David Sillars, Marcella Mclntosh, Jonathan Leslie, Jo McQuaid, Lee Partridge, Gordon Robertson                         | Um psicoterapeuta artístico e excêntrico ajuda o neto de um amigo que tem problemas em seus relacionamentos                                                                                               |
| Secrets of the Sauna                                                        | Michael Ogden                                                        | Reino Unido                                             | Documentário                       | | Um olhar pelo mundo secreto das saunas gays |
| Sensitivity Training                                                        | Melissa Finell                                                       | EUA                                                     | Comédia                            | Anna Lise Phillips, Jill E. Alexander, Quinn Marcus, Finnegan Haid, Amy Vorpahl                                        | Uma microbióloga tem que passar por um treinamento de sensibilidade e faz amizade com a mulher encarregada                                                                                                |
| Serguei, O Último Psicodélico                                               | André Lobato, Elida Braz                                             | Brasil                                                  | Documentário                       | Élida Braz, Erasmo Carlos, Ney Matogrosso, Evandro Mesquita, Serguei                                                   | |
| Sex and the Silver Gays                                                     | Charles Lum, Todd Verow                                              | EUA                                                     | Documentário                       | Bill D., Marc K., Bob Woof                                                                                             | Um grupo de homens gays mais velhos se reúnem todos os meses para uma orgia |
| Sexo, Pregações e Política                                                  | Aude Chevalier-Beaumel, Michael Gimenez                              | Brasil                                                  | Documentário                       | Indianara Siqueira, Jean Wyllys                                                                                        | O paradoxo entre a imagem de liberação sexual do Brasil e a crescente onda de conservadorismo no país |
| Shared Rooms                                                                | Rob Williams                                                         | EUA                                                     | Comédia, Romance                   | Christopher Grant Pearson, Alec Manley, Wilson Ryan, Weldon Alexander, Neil Miller, Justin Xavier Smith, Robert Werner | Três histórias interligadas de homens gays que procuram família, amor e sexo durante a temporada de férias                                                                                                |
| Slash                                                                       | Clay Liford                                                          | EUA                                                     | Comédia                            | Michael Johnston, Hannah Marks, Michael Ian Black, Burnie Burns, Violett Beane, Missi Pyle                             | Um jovem introvertido que escreve fanfiction erótica gay faz amizade com outra fã que o encoraja a publicar suas histórias em um site                                                                     |
| The Slippers                                                                | Morgan White                                                         | EUA                                                     | Documentário                       | John Fricke, Rhys Thomas, Debbie Reynolds, Michael Shaw, Todd Fisher, John Henson                                      | A inacreditável história do impacto cultural dos sapatinhos vermelhos de O Mágico de Oz de 1939 |
| Small Town Rage: Fighting Back in the Deep South                            | David Hyland, Raydra Hall                                            | EUA                                                     | Documentário                       | Lance Bass, Robert Darrow, Deborah Allen                                                                               | Sobre o trabalho do grupo ativista ACT UP nos sul dos EUA no começo da pandemia da AIDS |
| Snapshot                                                                    | Shine Louise Houston                                                 | EUA                                                     | Romance, Suspense                  | Jiz Lee, Honey Foxx, Beretta James, Carol Queen, Chocolate Chip                                                        | Uma mulher é perseguida por um assassino misterioso após acidentalmente fotografá-lo |
| So Long Suburbia                                                            | Samuel Shanahoy                                                      | Canadá                                                  | Drama                              | Tuesday Ferguson, Xandrea Hafermann, Tess LeBlanc, Sorrel Corvid, Aliza Bosa, Drew Florczak                            | Um história de amadurecimento queer |
| La sociologue et l'ourson                                                   | Etienne Chaillou, Mathias Théry                                      | França                                                  | Documentário                       | Irène Théry, Mathias Théry, Frigide Barjot                                                                             | trad. A Socióloga e o Ursinho Durante o debate sobre a legalização do casamento entre pessoas do mesmo sexo, um dos diretores entrevista sua mãe socióloga                                                |
| Soft Voice                                                                  | Afshin Hashemi                                                       | Irã, EUA                                                | Drama                              | Minerva Scelza, Joe Pallister, Georgia Warner, Ashkan Khatibi, Martin Shamoonpour                                      | [ 325 ] |
| Some Freaks                                                                 | Ian MacAllister-McDonald                                             | EUA                                                     | Drama                              | Thomas Mann, Marin Ireland, Lachlan Buchanan, Lily Mae Harrington, Ely Henry, Ryan Boudreau                            | O desenvolvimento do romance entre um garoto de um olho só e uma garota acima do peso |
| Eine Sommerliebe zu Dritt                                                   | Nana Neul                                                            | Alemanha                                                | Drama, Romance                     | Paula Kalenberg, Florian Panzner, Vladimir Korneev, Barbara Nüsse, Irm Hermann                                         | Marido e mulher se sentem atraídos pelo mesmo francês boêmio |
| Southwest of Salem: The Story of the San Antonio Four                       | Deborah S. Esquenazi                                                 | EUA                                                     | Documentário                       | | Quatro lésbicas falsamente condenadas por estupro durante a caça as bruxas dos anos 80 e 90 lutam para serem exoneradas                                                                                   |
| Spa Night                                                                   | Andrew Ahn                                                           | EUA                                                     | Drama                              | Joe Seo, Haerry Kim, Youn Ho Cho, Tae Song, Ho Young Chung, Linda Han                                                  | Um jovem tem que ponderar sobre a própria sexualidade depois de começar a trabalhar em um spa |
| Spidarlings                                                                 | Selene Kapsaski                                                      | Reino Unido                                             | Musical, Comédia, Terror           | Sophia Disgrace, Rahel Kapsaski, Jeff Kristian, Lloyd Kaufman, Toshio Maeda, June Brown                                | Um casal de lésbicas sofre com a pobreza, mas tudo muda quando uma delas compra uma aranha de estimação                                                                                                   |
| The Spiritualist                                                            | Carl Medland                                                         | Reino Unido                                             | Terror                             | Petra Bryant, Arron Blake, Jasmyn Banks, Judson Vaughan, Lee Knight, Caroline Burns Cooke                              | Uma jovem sofrendo com pesadelos acredita que está sendo assombrada por sua mãe e procura uma espiritualista                                                                                              |
| Straight to the Heart                                                       | David Fabros                                                         | Filipinas                                               | Comédia                            | Carl Guevara, Gwen Zamora, Pinky Amador, Vincent de Jesus, Ricci Chan, Nico Antonio                                    | Um cabeleireiro gay entra e um coma e quando acorda descobre que virou hétero |
| Strike a Pose                                                               | Ester Gould, Reijer Zwaan                                            | Bélgica, Países Baixos                                  | Documentário                       | Kevin Stea, Carlton Wilborn, Luis Xtravaganza Camacho, Jose Gutierez Xtravaganza, Salim Gauwloos                       | Sobre seis dançarinos gays que se apresentaram no Blonde Ambition Tour da Madonna em 1990 |
| Suicide Kale                                                                | Carly Usdin                                                          | EUA                                                     | Comédia                            | Brittani Nichols, Lindsay Hicks, Hayley Huntley, Jasika Nicole, Brianna Baker                                          | Um casal de lésbicas encontram uma carta de suicídio escondida na casa de duas amigas |
| Suited                                                                      | Jason Benjamin                                                       | EUA                                                     | Documentário                       | Jillian T. Weiss | Sobre uma alfaiataria no Brooklyn voltada ao público LGBT |
| Sur les traces de ma mère                                                   | Ian Hansen                                                           | França                                                  | Drama                              | André Schneider, Thomas Laroppe, Alexandre Vallès, Andreas Adam, Hubert Burczek, Carrie Getman                         | Uma escritor retorna à Berlim para promover seu novo livro e reconciliar com sua família, acaba reencontrando dois antigos amantes e se apaixona por um estranho                                          |
| Susanghan Eonnideul (수상한 언니들)                                         | No Zin-soo                                                           | Coreia do Sul                                           | Romance                            | Lee Chae-dam, Ko Won, Eom Ji hye, Han Seo-joo, Ra Hee-jung, Hwang Ji-hoo                                               | Também conhecido como Summer of Director Oh Uma cineasta finalmente encontra uma oportunidade, mas é para dirigir um filme erótico                                                                        |
| The Super Parental Guardians                                                | Joyce E. Bernal                                                      | Filipinas                                               | Comédia, Ação                      | Vice Ganda, Coco Martin, Awra Briguela, Assunta de Rossi, Onyok Pineda, Pepe Herrera                                   | Um jovem gay fica com a custódia dos filhos de sua falecida amiga enquanto o irmão dela caça o assassino                                                                                                  |
| Sweet Boy (สวีทบอย)                                                          | Niroon Limsomwong, Sathanapong Limwongthong                          | Tailândia                                               | Drama, Romance                     | Wachirawit Ruangwiwat, Natchakal Reungrong, Thanwa Heffels, Priyaporn Suksang                                          | Um adolescente solitário explora sua sexualidade em seu último ano no ensino médio |
| Sweet, Sweet Lonely Girl                                                    | A.D. Calvo                                                           | EUA                                                     | Terror, Suspense                   | Quinn Shephard, Erin Wilhelmi, Susan Kellermann, Frances Eve, Hada Vanessa, Kristin Johansen                           | Uma jovem se muda com sua tia idosa e conhece uma mulher sedutora e misteriosa |
| Taekwondo                                                                   | Marco Berger                                                         | Argentina                                               | Drama, Romance                     | Gabriel Epstein, Lucas Papa, Francisco Bertín, Gaston Re, Juan Manuel Martino Darío Miño                               | |
| Tallulah                                                                    | Sian Heder                                                           | EUA                                                     | Comédia, Drama                     | Elliot Page, Allison Janney, Tammy Blanchard, Evan Jonigkeit, Felix Solis                                              | Desesperada para se livrar de seu filho, uma dona de casa recém divorciada contrata uma babá |
| Tamara                                                                      | Elia Schneider                                                       | Venezuela, Uruguai, Peru                                | Drama, Romance                     | Luis Fernández, Mimí Lazo, Carlota Sosa, Prakriti Maduro, Julie Restifo, Karina Velásquez                              | O maior desejo de um advogado casado e com filhos é começar sua transição de gênero |
| Tango Queerido                                                              | Liliana Furió                                                        | Argentina                                               | Documentário                       | | Sobre um grupo de tango exclusivamente LGBT |
| Teenage Cocktail                                                            | John Carchietta                                                      | EUA                                                     | Drama, Suspense                    | Nichole Bloom, Fabianne Therese, Michelle Borth, Pat Healy, A. J. Bowen, Joshua Leonard                                | Duas adolescentes decidem fugir de casa e começam a fazer exibições sensuais pela webcam para conseguir o dinheiro necessário                                                                             |
| Teenage Kicks                                                               | Craig Boreham                                                        | Austrália                                               | Drama                              | Miles Szanto, Daniel Webber, Shari Sebbens, Charlotte Best                                                             | trad. Adolescência Confusa Um adolescente filho de imigrantes húngaros tem dificuldade de aceitar sua atração por seu melhor amigo, e se culpa pela morte de seu irmão mais velho                         |
| That Thing Called Tanga Na                                                  | Joel Lamangan                                                        | Filipinas                                               | Comédia                            | Eric Quizon, Martin Escudero, Billy Crawford, Paolo Gumabao, Kean Cipriano, Angeline Quinto                            | Segue cinco amigos: um advogado rico gay, um segurança no armário, um designer gay, uma mulher trans que quer ter filhos, e uma organizadora de eventos                                                   |
| Théo et Hugo dans le même bateau                                            | Olivier Ducastel, Jacques Martineau                                  | França                                                  | Romance, Drama                     | François Nambot, Geoffrey Couët                                                                                        | Segue dois homens que se conhecem em um clube de sexo gay e passam as próximas horas andando pelas ruas de Paris                                                                                          |
| The Face of Aids                                                            | Matt Wolf                                                            | EUA                                                     | Documentário                       | | A fotografia de Therese Frare do ativista contra a AIDS, David Kirby no seu leito de morte provocou uma controvérsia internacional quando foi utilizada num anúncio da United Colors of Benetton em 1992. |
| The Third Party                                                             | Jason Paul Laxamana                                                  | Filipinas                                               | Comédia, Romance                   | Angel Locsin, Sam Milby, Zanjoe Marudo, Cherry Pie Picache, Alma Moreno, Matet De Leon                                 | Uma aspirante a designer tenta reconquistar seu primeiro amor, mas este se apaixona por um pediatra gay                                                                                                   |
| Thirsty                                                                     | Margo Pelletier                                                      | EUA                                                     | Biográfico, Musical, Drama         | Scott Townsend, Deirdre Lovejoy, Cole Canzano, Jonny Beauchamp, Christopher Rivera                                     | Sobre a vida e a chegada à fama da drag queen Thirsty Burlington |
| This Little Father Obsession                                                | Selim Mourad                                                         | Líbano                                                  | Documentário                       | Carol Abboud, Munir Abdallah, Christine Choueiri, Jessica Malkoun                                                      | O último filho de sua família, o diretor revela sua sexualidade para os pais |
| This Side of Heaven                                                         | Todd Verow                                                           | EUA                                                     | Musical, Drama                     | Philly Abe, Penny Arcade, Theodore Bouloukos, Mike Dreyden                                                             | Uma mulher trans mais velha tenta desesperadamente manter seu apartamento |
| Tickled                                                                     | David Farrier, Dylan Reeve                                           | Nova Zelândia                                           | Documentário                       | David Farrier, Dylan Reeve, David Starr, Hal Karp, Marko Realmonte, Kevin Clarke                                       | Um documentarista bissexual descobre uma misteriosa competição de cócegas |
| Las toninas van al Este                                                     | Gonzalo Delgado, Verónica Perrotta                                   | Uruguai, Argentina, Alemanha                            | Comédia                            | Pablo Albertoni, Fernando Amaral, Carolina Besuievsky, Verónica Perrotta, Jorge Denevi                                 | trad. Os Golfinhos Vão Para o Leste Uma figura gay decadente do showbiz, é visitado por sua filha, afastada por anos                                                                                      |
| Torrey Pines                                                                | Clyde Petersen                                                       | EUA                                                     | Animação, Aventura                 | Webster Crowell, Kimya Dawson                                                                                          | Um história queer punk em stop motion sobre amadurecimento no sul da Califórnia nos anos 90 |
| The Trans List                                                              | Timothy Greenfield-Sanders                                           | EUA                                                     | Documentário                       | Kylar Broadus, Laverne Cox, Caitlyn Jenner, Amos Mac, Buck Angel, Nicole Maines                                        | Onze estado-unidenses descrevem suas vidas como pessoas trans |
| Transformation                                                              | Melissa Johnson                                                      | EUA                                                     | Documentário                       | Zander Ayeroff | Um grupo de adolescentes e jovens trans procuram segurança e confiança para expressarem suas identidades de gênero                                                                                        |
| Transit Havana                                                              | Daniel Abma                                                          | Cuba, Alemanha, Países Baixos                           | Documentário                       | Malú Cano Valladeres, Giselle Odette Diógenes Domínguez Rodríguez, Juani Santos Peréz                                  | Três pessoas trans se colocam na lista de espera para fazer uma cirurgia de redesignação sexual |
| Trilogie de nos vies défaites                                               | Vincent Dieutre                                                      | França                                                  | Drama, Romance                     | Brice Michelini, Joana Preiss, Sabrina Seyvecou, Eva Truffaut, Simon Versnel                                           | [ 358 ] |
| Tschick                                                                     | Fatih Akin                                                           | Alemanha                                                | Drama, Comédia                     | Anand Batbileg, Tristan Göbel, Nicole Mercedes Müller, Uwe Bohm, Xenia Assenza, Udo Samel                              | Um garoto de 14 anos conhece um adolescente russo e os dois roubam um carro e fogem para Berlim |
| Two Soft Things, Two Hard Things                                            | Mark Kenneth Woods, Michael Yerxa                                    | Canadá                                                  | Documentário                       | Alethea Arnaquq-Baril, Jack Anawak, Jesse Mike, Nuka Fennell                                                           | Sobre a pequena mas crescente comunidade LGBT Inuit |
| Ubezhdeniya (Убеждения)                                                     | Tatyana Chistova                                                     | Rússia, Polônia                                         | Documentário                       | Roman Fedotov, Viktor Semenenkov, Alekséi Rýkov, Ivan Fedoseev                                                         | As histórias de quatro jovens e seu encontro com agentes de recrutamento militar |
| UIO: Sácame a Pasear                                                        | Micaela Rueda                                                        | Equador                                                 | Drama                              | Samanta Caicedo, Maria Juliana Rangel, Diego Naranjo, Patricia Loor, Monserrath Astudillo                              | Uma garota solitária se apaixona pela nova colega de classe |
| Le ultime cose                                                              | Irene Dionisio                                                       | Itália                                                  | Drama                              | Fabrizio Falco, Roberto De Francesco, Christina Rosamilia, Alfonso Santagata, Salvatore Cantalupo                      | As vidas de três pessoas se cruzam em uma loja de penhores em Turim |
| Últimos días en La Habana                                                   | Fernando Pérez                                                       | Cuba, Espanha                                           | Documentário                       | Patricio Wood, Jorge Martínez, Gabriela Ramos, Yailene Sierra                                                          | trad. Últimos Dias em Havana A amizade entre um homem que sonha em morar em Nova York e um homem gay soropositivo                                                                                         |
| Uncle Gloria: One Helluva Ride!                                             | Robyn Symon                                                          | EUA                                                     | Documentário                       | | Um mecânico machão de 67 anos foge da lei e acaba se tornando uma dominatrix e ativista trans |
| Uncle Howard                                                                | Aaron Brookner                                                       | Reino Unido, EUA                                        | Documentário                       | Howard Brookner, Aaron Brookner, Jim Jarmusch, Sara Driver, Tom DiCillo, William S. Burroughs                          | Explora o legado do cineasta Howard Brookner, que morreu de complicações relacionadas a AIDS em 1989 |
| Uncontrolled Love (不可抗力)                                                | Sun Chengzhi                                                         | China                                                   | Drama, Romance                     | Meng Rui, Wang Bowen, He Ya Meng, Zhou Jun Chao                                                                        | Também conhecido como Irresistible Love Um garoto órfão vira o valet de um jovem rico |
| Uncontrolled Love 2 (不可抗力爱上你)                                        | Sun Chengzhi                                                         | China                                                   | Drama, Romance                     | Meng Rui, Wang Bowen, Zhou Jun Chao, Li Na                                                                             | Segunda parte do filme homônimo |
| Ungesagt                                                                    | Claudia Boysen                                                       | Alemanha                                                | Drama, Romance                     | Felicia Ruf, Sophie Charlotte Conrad, Alexander Khuon                                                                  | Duas amigas descobrem o amor que sentem uma pela outra durante as férias |
| Ustav Republike Hrvatske                                                    | Rajko Grlić                                                          | Croácia, República Checa, Eslovênia, Macedônia do Norte | Drama                              | Nebojša Glogovac, Dejan Aćimović, Ksenija Marinković, Božidar Smiljanić, Mladen Hren, Robert Ugrina                    | trad. A Constituição Quatro pessoas completamente diferentes moram no mesmo prédio mas sempre se evitam                                                                                                   |
| En vanlig fucking människa                                                  | Malin Björkman-Widell                                                | Suécia                                                  | Documentário                       | | Também conhecido como Just a Normal Fucking Person Segue a jornada de um gêmeo trans |
| Vergot                                                                      | Cecilia Bozza Wolf                                                   | Itália                                                  | Documentário                       | Alex Zancanella, Gim Zancanella, Renzo Zancanella                                                                      | Um jovem descobrindo sua homossexualidade quer que o pai o aceite, enquanto o irmão mais velho fica preso entre os dois                                                                                   |
| Veşartî                                                                     | Ali Kemal Çınar                                                      | Turquia                                                 | Drama                              | Sakine Tunç, Ali Kemal Çinar                                                                                           | Pouco antes de seu casamento, um homem é visitado por uma estranha que diz que ele virará mulher em seu aniversário de 30 anos                                                                            |
| Victor’s Last Class                                                         | Brendan Brandt                                                       | EUA                                                     | Documentário                       | Brendan Brandt, Clint Clark, Victor D'Altorio, Gabrielle Eubank, Marlene M Kelly                                       | Um professor de teatro com dor crônica anuncia que vai se matar e o cineasta tenta dissuadi-lo por 5 meses                                                                                                |
| La vida inmoral de la pareja ideal                                          | Manolo Caro                                                          | México                                                  | Comédia                            | Cecilia Suárez, Ximena Romo, Manuel Garcia-Rulfo, Mariana Treviño, Paz Vega, Sebastián Aguirre                         | Um casal se reencontra após 25 anos separados |
| Les Vies de Thérèse                                                         | Sébastien Lifshitz                                                   | França                                                  | Documentário                       | Thérèse Clerc | trad. As Vidas de Thérèse Sobre a vida da ativista Thérèse Clerc |
| Villa rosa                                                                  | Lázaro J. González González                                          | Cuba                                                    | Documentário                       | Roxana Rojo | Sobre a presença LGBT em Caibarien, um vilarejo pescador |
| Villaviciosa de al lado                                                     | Nacho G. Velilla                                                     | Espanha                                                 | Comédia                            | Carmen Machi, Leo Harlem, Carlos Santos, Macarena García, Arturo Valls, Jon Plazaola                                   | [ 378 ] |
| Viviana Rocco Yo Trans                                                      | Daniel Reyes                                                         | México                                                  | Documentário                       | Viviana Rocco, Danna Karvelas, Antonio Quintana, Sirena Galas, Enrique Méndez, Mauricio Montes                         | Sobre a fotógrafa, artista visual, modelo, e atriz trans Viviana Rocco |
| Vivir y otras ficciones                                                     | Jo Sol                                                               | Espanha                                                 | Drama                              | Pepe Rovira, Antonio Centeno, Arántzazu Ruiz, Ann M. Perelló, Marcos Rovira, Oriol Roqueta                             | Saindo de um hospital psiquiátrico onde foi internado por roubar, um homem se aproxima de um ativista com deficiência                                                                                     |
| Warwick                                                                     | Douglas Reese                                                        | EUA                                                     | Drama                              | Douglas Reese, Ashton Burch, Summer Rose Rapp                                                                          | Um pós-graduando viaja para Seattle para uma entrevista de trabalho e conhece um prostituto misterioso |
| Weekends (위켄즈)                                                           | Lee Dong-ha                                                          | Coreia do Sul                                           | Documentário                       | G-Voice | Também conhecido como Weekends Sobre o G-Voice, o único coral gay da Coreia do Sul |
| Weirdos                                                                     | Bruce McDonald                                                       | Canadá                                                  | Comédia, Drama                     | Dylan Authors, Julia Sarah Stone, Allan Hawco, Molly Parker                                                            | Em 1976, um adolescente da Nova Escócia questionando sua sexualidade decide fugir para viver com a mãe na Austrália, e começa a alucinar com Andy Warhol                                                  |
| What’s the Matter with Gerald?                                              | Matt Riddlehoover                                                    | EUA                                                     | Comédia, Drama, Fantasia           | Jacob York, Kathy Cash, Jonathan Everett, Daniel Chioco, Claudia Church, Emily Todoran                                 | Um hipocondríaco irrita seu parceiro ao aceitar conselhos de uma curandeira excêntrica |
| Where Horses Go to Die                                                      | Antony Hickling                                                      | França                                                  | Drama                              | Christophe Perez, Jean-Christophe Bouvet, Manuel Blanc, Stephen Shagov, Amanda Dawson                                  | trad. Onde Morrem os Cavalos |
| White Lily (ホワイトリリー)                                                 | Hideo Nakata                                                         | Japão                                                   | Drama, Erótico                     | Rin Asuka, Kaori Yamaguchi, Kanako Nishikawa, Shôma Machii, Ichiro Mikami, Yuki Enomoto                                | O relacionamento entre uma professora de cerâmica e a dona de seu estúdio é abalada quando a última se apaixona por um rapaz                                                                              |
| Who's Gonna Love Me Now?                                                    | Barak Heymann, Tomer Heymann                                         | Israel, Reino Unido                                     | Documentário                       | Saar Maoz | trad. Quem Vai Me Amar Agora? Um homem gay seropositivo israelense vivendo em Londres que tenta se reaproximar da família                                                                                 |
| William, el nuevo maestro del judo                                          | Omar Guzmán, Ricardo Silva                                           | México                                                  | Documentário                       | William Clauson | Como um cantor sueco-americano famoso nos anos 50 vai parar em uma garagem em Tijuana 60 anos depois? |
| Willy 1er                                                                   | Ludovic Boukherma, Zoran Boukherma, Hugo P. Thomas, Marielle Gautier | França                                                  | Comédia, Drama                     | Daniel Vannet, Noémie Lvovsky, Romain Léger, Robert Follet, Geneviève Plet, Eric Jacquet                               | trad. Willy I Após o suicídio de seu gêmeo, um homem de 50 anos sai da casa dos pais |
| Woman on Fire                                                               | Julie Sokolow                                                        | EUA                                                     | Documentário                       | James L. Baker, Brooke Guinan, George Guinan                                                                           | Sobre a primeira bombeira trans de Nova Iorque |
| A Woman, A Part                                                             | Elisabeth Subrin                                                     | EUA                                                     | Drama                              | Maggie Siff, Cara Seymour, John Ortiz, Khandi Alexander, Dagmara Domińczyk, Eszter Balint                              | Uma atriz estressada de 40 anos decide largar um papel fraco mas lucrativo para tentar realinhar sua vida                                                                                                 |
| Women Who Kill                                                              | Ingrid Jungermann                                                    | EUA                                                     | Comédia                            | Annette O'Toole, Sheila Vand, Tami Sagher, Deborah Rush, Grace Rex, Shannon Patricia O'Neill, Ann Carr                 | Ex-namoradas trabalham juntas para investigar o novo interesse romântico de uma delas, suspeita de assassinato                                                                                            |
| Working Beks                                                                | Chris Martinez                                                       | Filipinas                                               | Comédia                            | Edgar Allan Guzman, John Lapus, Joey Paras, Prince Stefan, TJ Trinidad, Bela Padilla                                   | Cinco homens gays de vidas diferentes precisam fazer uma decisão importante |
| Yeon-ae-dam (연애담)                                                        | Lee Hyun-ju                                                          | Coreia do Sul                                           | Romance, Drama                     | Lee Sang-hee, Ryu Sun-young                                                                                            | Também conhecido como Our Love Story Uma tímida estudante de belas artes se apaixona por uma bartender excêntrica                                                                                         |
| Zai jian, zai ye bu jian (再见，在也不见)                                   | Sivaroj Kongsakul, Xin Yukun, Shijie Tan                             | China, Singapura                                        | Drama                              | Chen Bolin, Yann Yann Yeo, Paul Chun, Jiang Wenli, Li Feng, Tony Yang                                                  | Três histórias sobre o abandono paterno, a amizade, e o amor entre gerações |
| Zjednoczone Stany Miłosci                                                   | Tomasz Wasilewski                                                    | Polônia                                                 | Drama                              | Julia Kijowska, Magdalena Cielecka, Dorota Kolak, Łukasz Simlat, Andrzej Chyra, Marta Nieradkiewicz                    | trad. Estados Unidos pelo Amor Em 1990, quatro mulheres decidem mudar suas vidas e alcançar seus desejos                                                                                                  |
| Zona Norte                                                                  | Monika Treut                                                         | Alemanha                                                | Documentário                       | Yvonne Bezerra de Mello                                                                                                | Sobre o trabalho da ativista dos direitos humanos, Yvonne Bezerra de Mello, com crianças de rua no Rio de Janeiro                                                                                         |